# Bad Münder am Deister
Bad Münder am Deister is een gemeente in de Duitse deelstaat Nedersaksen, gelegen in het Landkreis Hamelen-Pyrmont. De stad telt 17.415 inwoners.

## Geografie
Bad Münder am Deister heeft een oppervlakte van 107,69 km² en ligt in een, aan natuurschoon rijk, heuvelgebied in het noorden van Duitsland, circa 16 km ten noordoosten van Hameln en ruim 40 km ten zuidwesten van Hannover.
Door Ortsteil Hachmühlen stroomt het -niet bevaarbare - riviertje de Hamel, dat te Hamelen in de Wezer uitmondt. 
De gemeente ligt ten zuidwesten van de Deister, een fraai beboste, tot 400 meter hoge heuvelrug. West- en zuidwestwaarts, tussen Bad Münder am Deister en Hamelen ligt een soortgelijke heuvelrug met de naam Süntel, die als een deel van het Weserbergland wordt beschouwd. Ten zuiden van Bad Münder ligt een gedeeltelijk onder natuurbescherming staand gebied, Naturpark Schaumburg-Hameln (waartoe de Süntel ook weer behoort).

### Buurgemeentes
- In de Landkreis Hamelen-Pyrmont:
  - Coppenbrügge, 12 kilometer zuidoostwaarts van Bad Münder-stad
  - Hamelen, ca. 16 km zuidwestwaarts
  - Hessisch Oldendorf, circa 20 km westwaarts
- In de Landkreis Schaumburg:
  - In de Samtgemeinde Rodenberg:
    - Hülsede, 13 km ten NW van Bad Münder
    - Messenkamp, 12 km ten NW van Bad Münder
    - Lauenau, 14 km ten NW van Bad Münder
- In de Regio Hannover:
  - Barsinghausen, ca. 15 km noordwaarts
  - Springe, dat slechts 6 km oostwaarts ligt.

## Indeling van de gemeente
De gemeente bestaat uit 16 Stadtteile, waarvan de meeste tot de gemeentelijke herindeling van 1973 zelfstandige gemeenten waren. De meeste van deze stadsdelen zijn kleine dorpen rondom het stadje Bad Münder:
- Bad Münder
- Bakede, direct ten noorden van Hamelspringe, aan de voet van de Süntel
- Beber, direct ten noorden van Bakede
- Böbber
- Brullsen, direct ten zuiden van Hachmühlen
- Egestorf (Süntel)
- Eimbeckhausen, het op één na belangrijkste plaatsje in de gemeente; het heeft ongeveer 2.250 inwoners en is een industriedorp, ruim 5 km ten noorden van Bad Münder
- Klein Süntel, in feite de hoger gelegen wijk van :
- Flegessen, een schilderachtig dorpje ten noordwesten van Hachmühlen
- Hachmühlen, 4 km ten zuiden van Bad Münder, maar slechts ruim 2 km ten zuiden van het treinstation; gelegen bij een kruising van twee Bundesstraßen
- Hamelspringe, circa 1.000 inwoners, ten westen van Bad Münder
- Hasperde
- Luttringhausen
- Nettelrede
- Nienstedt ( ten NW van Eimbeckhausen; ruim 1.100 inw.)
- Rohrsen ( ten W. van Eimbeckhausen)

## Verkeer, vervoer

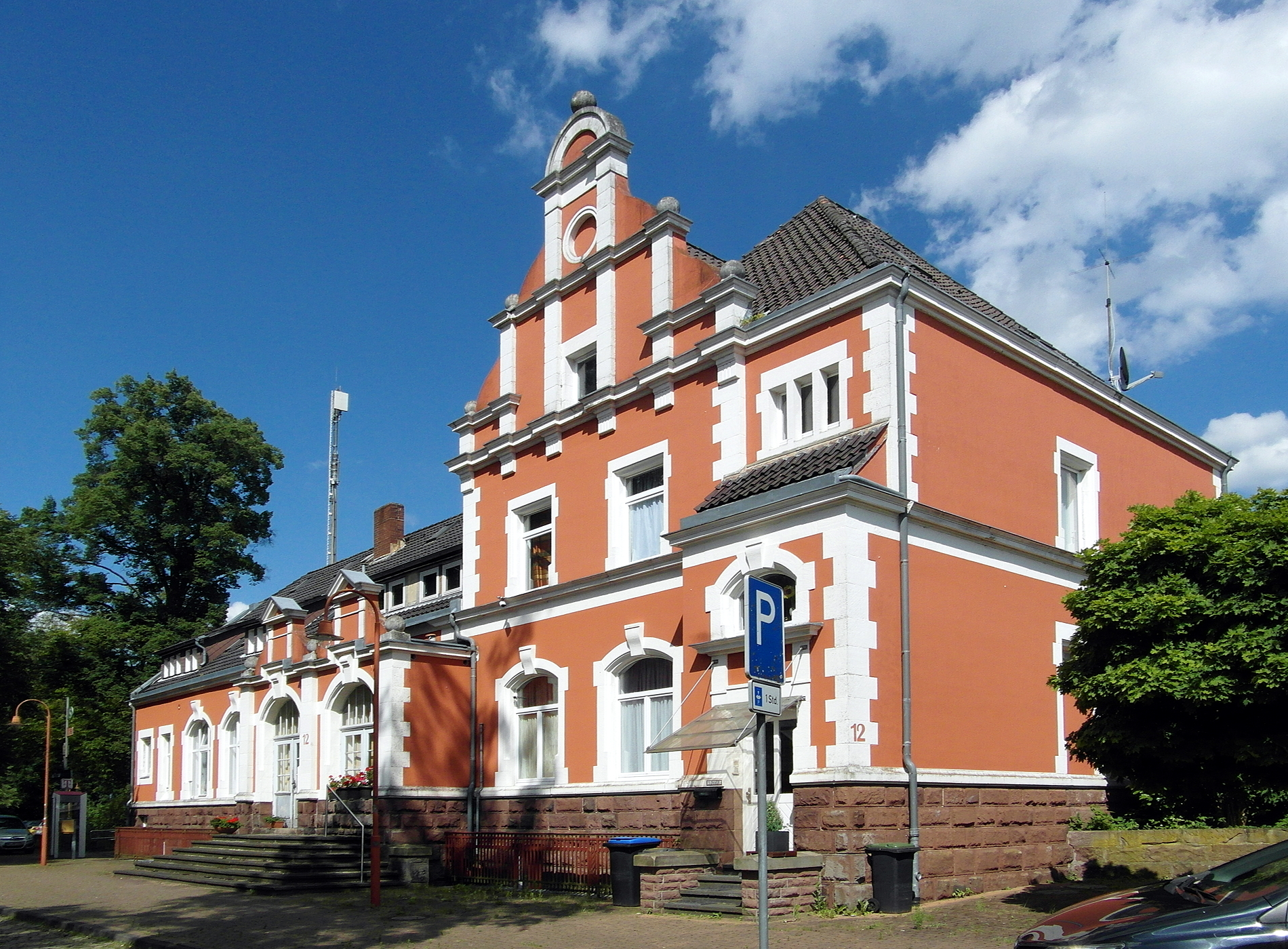
Station
Lijnennetkaart S-Bahn Hannover

De voornaamste verkeersweg in de gemeente is de Bundesstraße 217 Hamelen-Hannover v.v.. Vier kilometer ten zuiden van Bad Münder ligt aan de B217 het dorp Hachmühlen. Hier begint de Bundesstraße 442, die door Bad Münder noordwaarts gaat en uiteindelijk naar Neustadt am Rübenberge leidt.
Sedert 1872 heeft Bad Münder een, op een bedrijventerrein bijna twee kilometer ten zuiden van het centrum gelegen, station aan de spoorlijn Hannover - Soest.  Deze wordt bediend door lijn S51 van de S-Bahn van Hannover.
Van 1904 tot 1974 liep er een -overwegend voor goederenvervoer bedoelde- spoorlijn tussen Bad Münder en Bad Nenndorf. Deze spoorlijn is daarna verwijderd.
Busvervoer is nagenoeg geheel beperkt tot een lijn naar Hamelen v.v., enige schoolbussen, die 's ochtends vroeg naar, en 's middags vanaf onderwijsinstellingen terug rijden, en een door vrijwilligers gerund net van -alleen tijdens kantooruren rijdende- buurtbussen.

## Economie
- Hytera Mobilfunk GmbH, dochteronderneming van een Chinees miljardenconcern, maakt en ontwerpt te Eimbeckhausen apparatuur en software voor radio- en telecomtechniek.  Onder andere het nieuwe TETRA-netwerk C2000 (opdrachtverlening in 2015) voor de politie en andere hulpdiensten in Nederland komt hiervandaan.
- Eveneens te Eimbeckhausen staat nog het kantoor en een kleine productielocatie van een wereldwijd opererende fabrikant van bureaustoelen.
- Van de eeuwenoude traditie van glasproductie is één glasfabriek overgebleven. Deze maakt, met nog acht andere Duitse glasfabrieken, deel uit van het te Luxemburg gevestigde Ardagh-concern en maakt o.a. glazen verpakkingen voor de farmaceutische industrie.
- De belangrijkste middelen van bestaan in de gemeente zijn verder  het kuurbedrijf en het toerisme. Daarnaast is er enige bos- en landbouw, en midden- en kleinbedrijf van lokaal belang.

## Geschiedenis

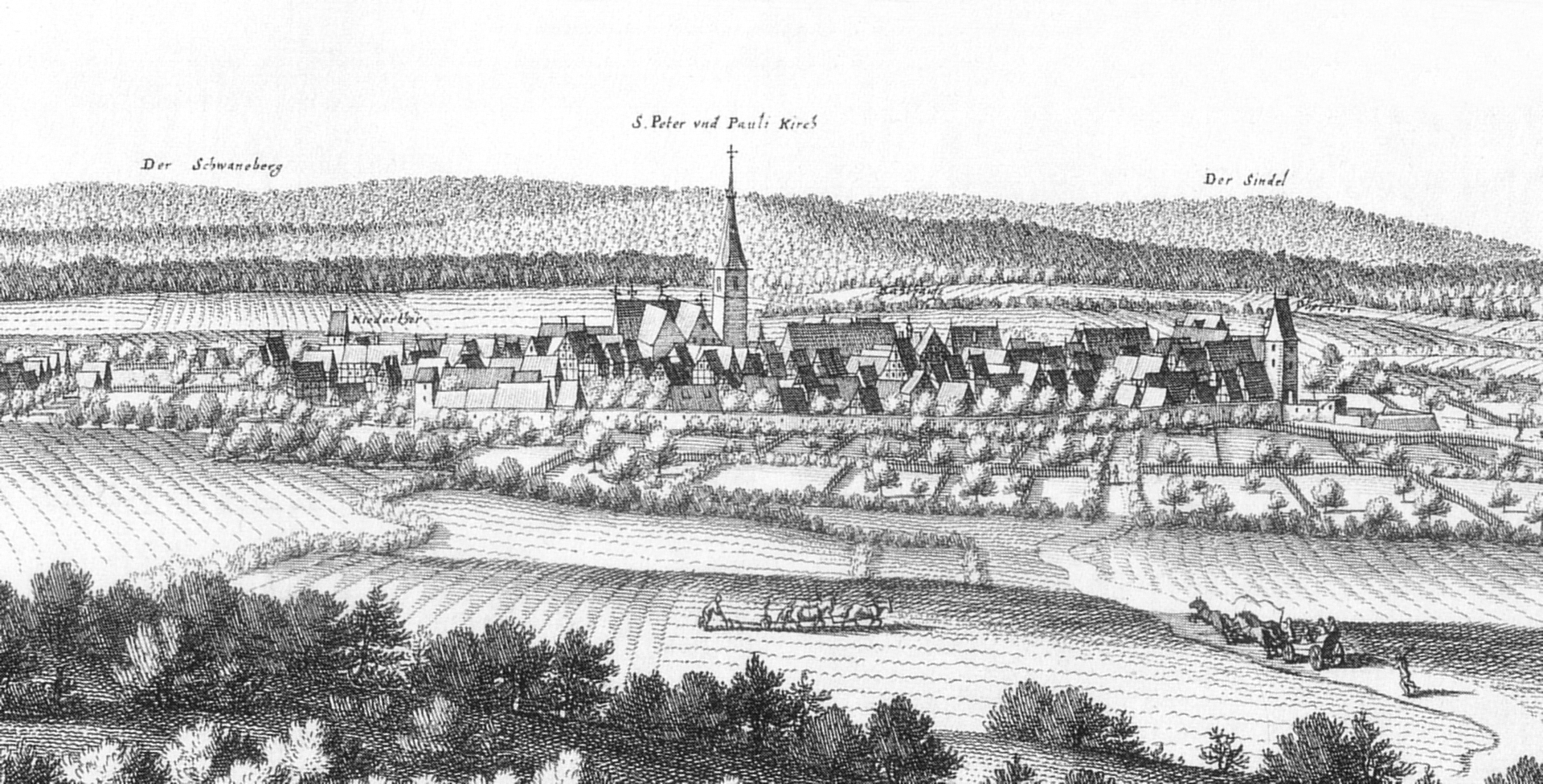
Merian-ets uit 1654
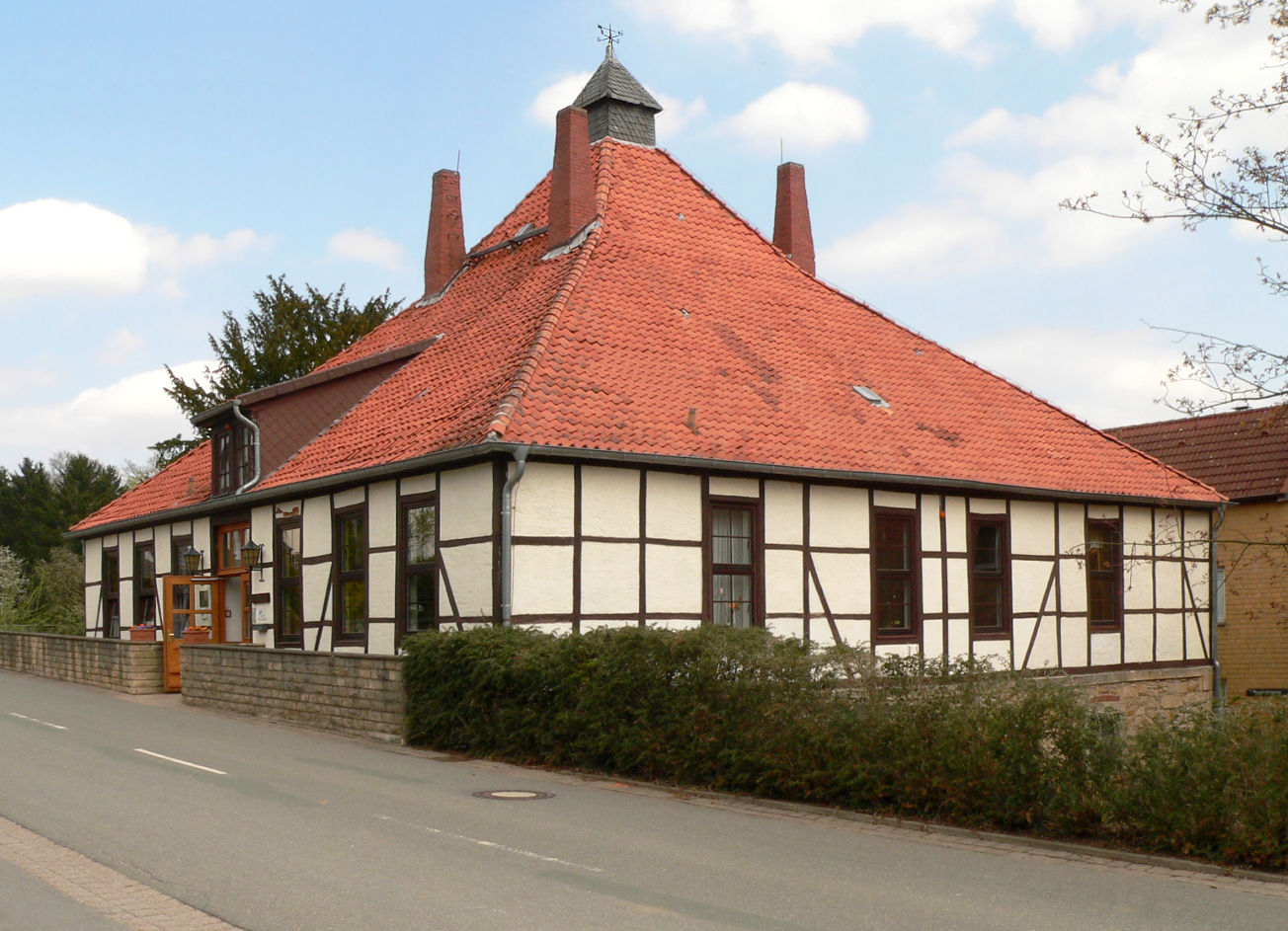
Voormalige glasfabriek Klein Süntel

Bad Münder bestaat al sedert de 9e eeuw. In de 11e eeuw was er al sprake van zoutwinning; van 1033 tot 1924 werd keukenzout uit zoutziederijen gewonnen. Ook vele van de  dorpen in de omgeving zijn, blijkens oude documenten, al in de middeleeuwen ontstaan, in de meeste gevallen rondom een kerkje, een door lokale heren bewoond kasteeltje of een grote boerderij.
Het gebied van de huidige gemeente behoorde vanaf de middeleeuwen tot het vorstendom Calenberg, en van 1708 tot de napoleontische tijd tot het Keurvorstendom Brunswijk-Lüneburg. Münder verkreeg aan het einde van de 13e eeuw stadsrechten, en werd tijdens de Hildesheimse Stiftsoorlog (1519-1523) en in de Dertigjarige Oorlog (1618-1648) geheel verwoest, maar later weer opgebouwd. Na de Reformatie is de bevolking evangelisch-luthers geworden; de meerderheid van de christenen in de gemeente is tot op de huidige dag bij dit kerkgenootschap aangesloten.
In 1624 en volgende jaren werden bij Eimbeckhausen vijf vrouwen wegens vermeende hekserij ter dood gebracht.
Van omstreeks 1620-1870 stond er te Klein Süntel een belangrijke fabriek van glazen, vooral groene, flessen, die ook naar Nederland en de Verenigde Staten exporteerde. In de jaren 2012-2020 zijn op deze locatie uitgebreide archeologische onderzoeken gedaan. Een van de dienstgebouwen staat nog overeind en is thans de directeurswoning bij een nabijgelegen bejaardentehuis.
Eimbeckhausen heeft een traditie als dorp van stoelenmakers, die teruggaat tot het jaar 1820. Eén bedrijf in deze branche is blijven bestaan. In het gebouw van een voormalige andere stoelenfabriek herinnert het Stoelenmuseum hier nog aan. Ook Nettelrede heeft van 1917 tot circa 1970 een stoelenfabriek (Casala) gehad; dit bedrijf zetelt tegenwoordig in Culemborg (Nederland).
Bad Münder was in de 18e en 19e eeuw woonplaats van tientallen Joden, die ook over een eigen synagoge en begraafplaats beschikten. In 1942 zijn bijna alle toen nog in de stad wonende Joden door de nazi's opgepakt en in concentratiekampen omgebracht.
Op 9 september 2002 om 20.45 uur gebeurde op het station van Bad Münder een ernstig treinongeluk, ten gevolge waarvan 41.600 liter van de potentieel gevaarlijke chemische stof epichloorhydrine uit een goederentrein lekte, in brand vloog en een uur later ontplofte. Twee goederentreinen, waarvan één met een wagon met een (tegen de voorschriften in, niet door de treinbestuurder aan de stationschef gemelde) slecht werkende rem, waren frontaal op elkaar gebotst. De treinbestuurders raakten zwaar gewond, maar overleefden het ongeluk. De spoorlijn was tot eind oktober onbruikbaar. De materiële schade was circa € 11 miljoen. Een onderzoek naar mogelijke langetermijngevolgen van de ramp voor de 250 omwonenden, die na het ongeluk medisch behandeld moesten worden, zoals leverkanker, was anno 2022 nog steeds gaande. Het onderzoek naar dit ongeluk heeft geleid tot verbetering van de organisatie en coördinatie van hulpdiensten in geheel Nedersaksen.

## Toerisme, natuurschoon, bezienswaardigheden

### Kuurbedrijf
Bad Münder bezit zeven als geneeskrachtig beschouwde bronnen, die o.a. zwavel, ijzerverbindingen en zout bevatten. Sedert 1936 is de stad een kuuroord met de officiële titel Staatlich anerkannter Heilquellenkurbetrieb. In een gradeerwerk kan men geneeskrachtige waterdamp uit deze bronnen inhaleren. Hiermee samenhangend zijn in het stadje drie kleine ziekenhuizen aanwezig:
- De Deister-Süntel-Klinik (interne geneeskunde; specialismen: Hematologie, oncologie, nefrologie , cardiologie, palliatieve geneeskunde en geriatrie).
- De Rehabilitationsklinik Bad Münder is een kliniek voor revalidatie na oncologische, urologische, nefrologische gezondheidsproblemen; men biedt ook alle dialysevormen aan.
- De Deister Weser Klinik: vakziekenhuis voor behandeling van psycho-somatische ziektebeelden en kanker.

Daarnaast zijn er, zoals in ieder kuuroord, mogelijkheden voor fysiotherapie, Kneippkuren, e.d., o.a. in het zgn. Kurmittelhaus.
In de plaats is een ruim kuurpark aanwezig.

### Natuurschoon
- De Deister
- De Süntel, zie Weserbergland: nabij Bakede staat op de 440 meter hoge heuvel Hohe Egge de in 1901 gebouwde uitzichttoren Süntelturm. Bij helder weer kan men punten zien, die tot 75 km hemelsbreed verwijderd liggen.  Op de top bevindt zich relaiszender DB0SHG voor radiozendamateurs.

### Bezienswaardigheden e.d.
- De binnenstad telt nog verscheidene fraaie oude gebouwen, waaronder fraaie vakwerkhuizen en het in de stijl der Wezerrenaissance gebouwde Kornhaus.
- Het dorpje Flegessen, enkele kilometers ten westen van Hachmühlen, is bezienswaardig vanwege de schilderachtige dorpskern met o.a. de grote Sint-Pieterskerk (1892; neo-romaans) en enige horecagelegenheden. Via het hoger gelegen, aangrenzende  Klein Süntel kan men het Süntel-bergland inwandelen of -fietsen.
- In de Wettbergsche Adelshof, een Burgmannshof, gebouwd in 1575 door plaatselijke heren uit de adellijke familie Von Wettberg, die namens de landsheer de stad verdedigden en controleerden,  is het streekmuseum gevestigd. De collecties op het gebied van  geologie, archeologische vondsten en glas zijn van bovenregionale betekenis.
- Kasteel Hasperde, nabij de B 217 en ten westen van Hohnsen en ten zuiden van Bad Münder, is een groot, in de 17e eeuw in Wezerrenaissance-stijl gebouwd, in de 18e eeuw en in 1892 ingrijpend verbouwd kasteel, dat als bejaardentehuis in gebruik is. In het fraaie park rondom het kasteel kan men vrij wandelen.
- De uit 1516 daterende, laatgotische, evangelisch-lutherse St. Magnuskerk te Beber, met in het interieur een middeleeuws crucifix
- Het stoelenmuseum te Eimbeckhausen

## Afbeeldingen

### Kuurpark

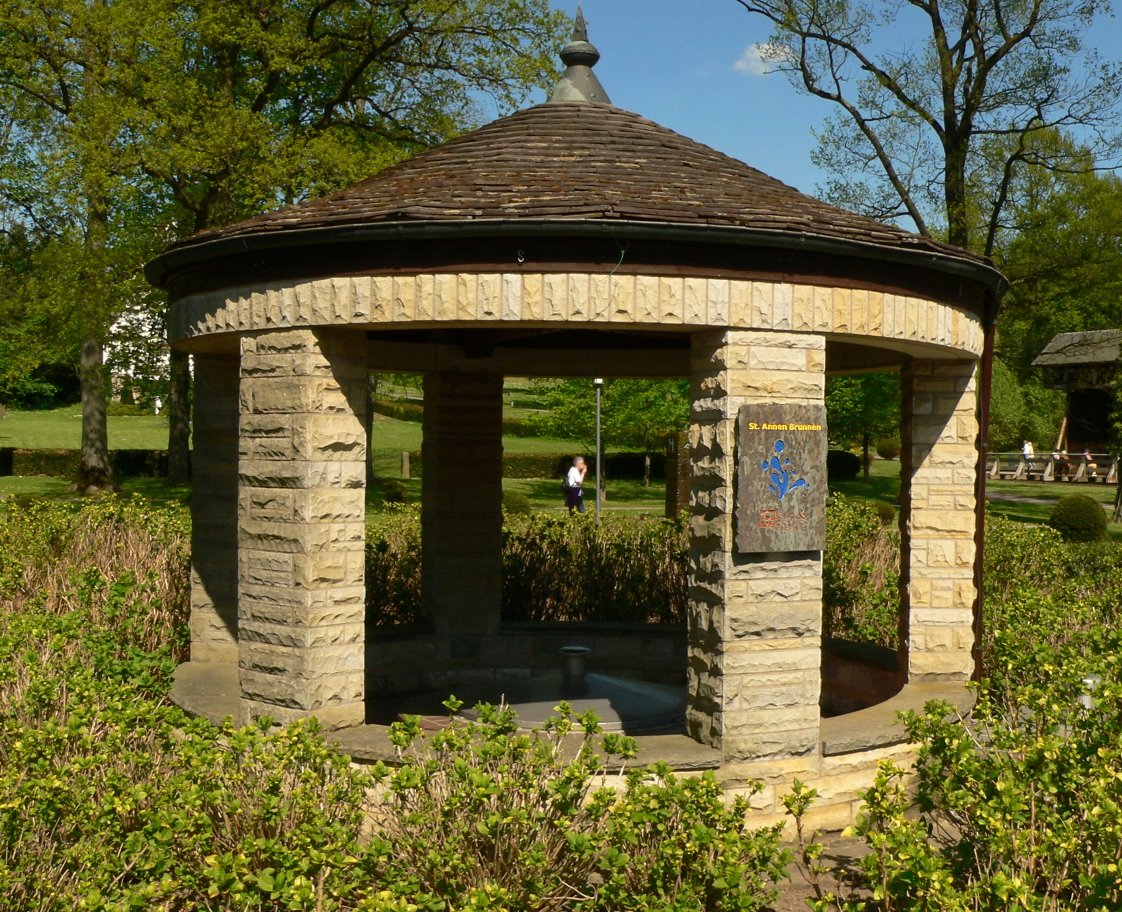
Sint-Annabron in het kuurpark
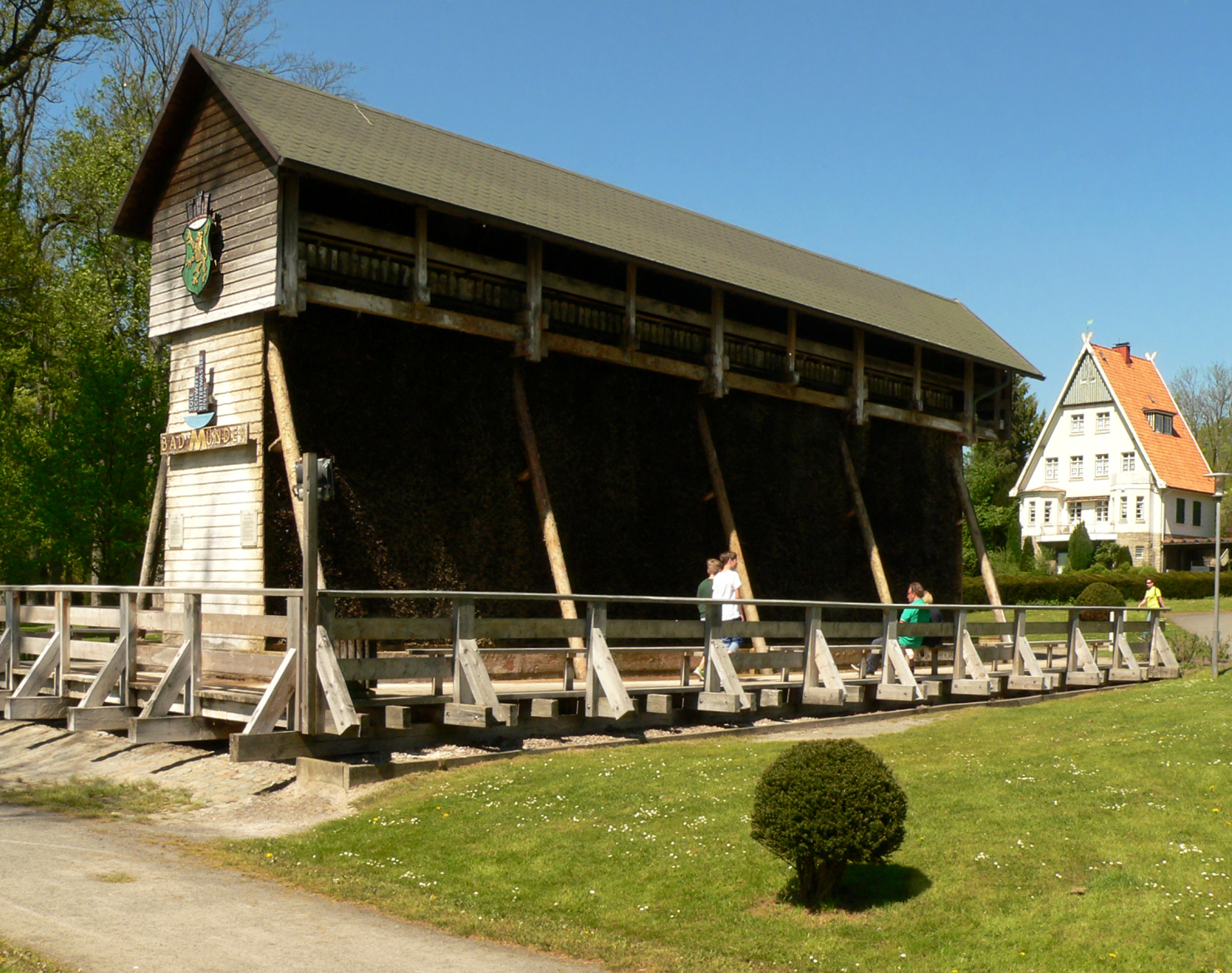
Gradeerwerk in het kuurpark
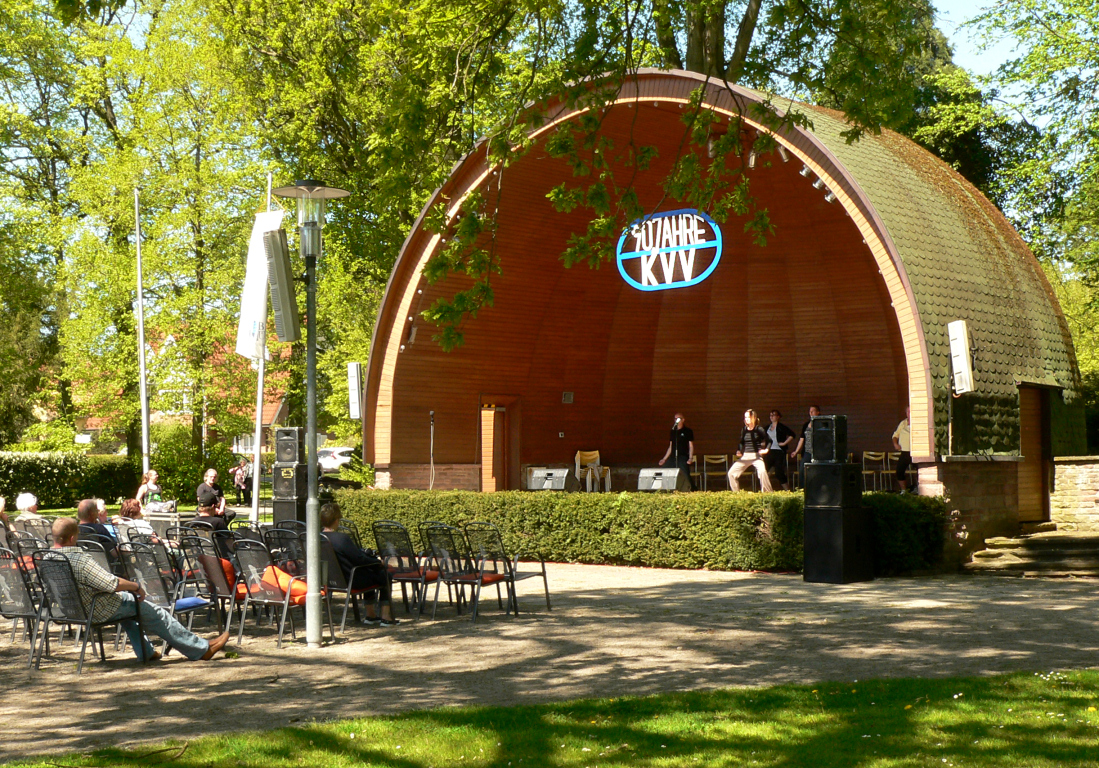
Muziekkoepel in het kuurpark
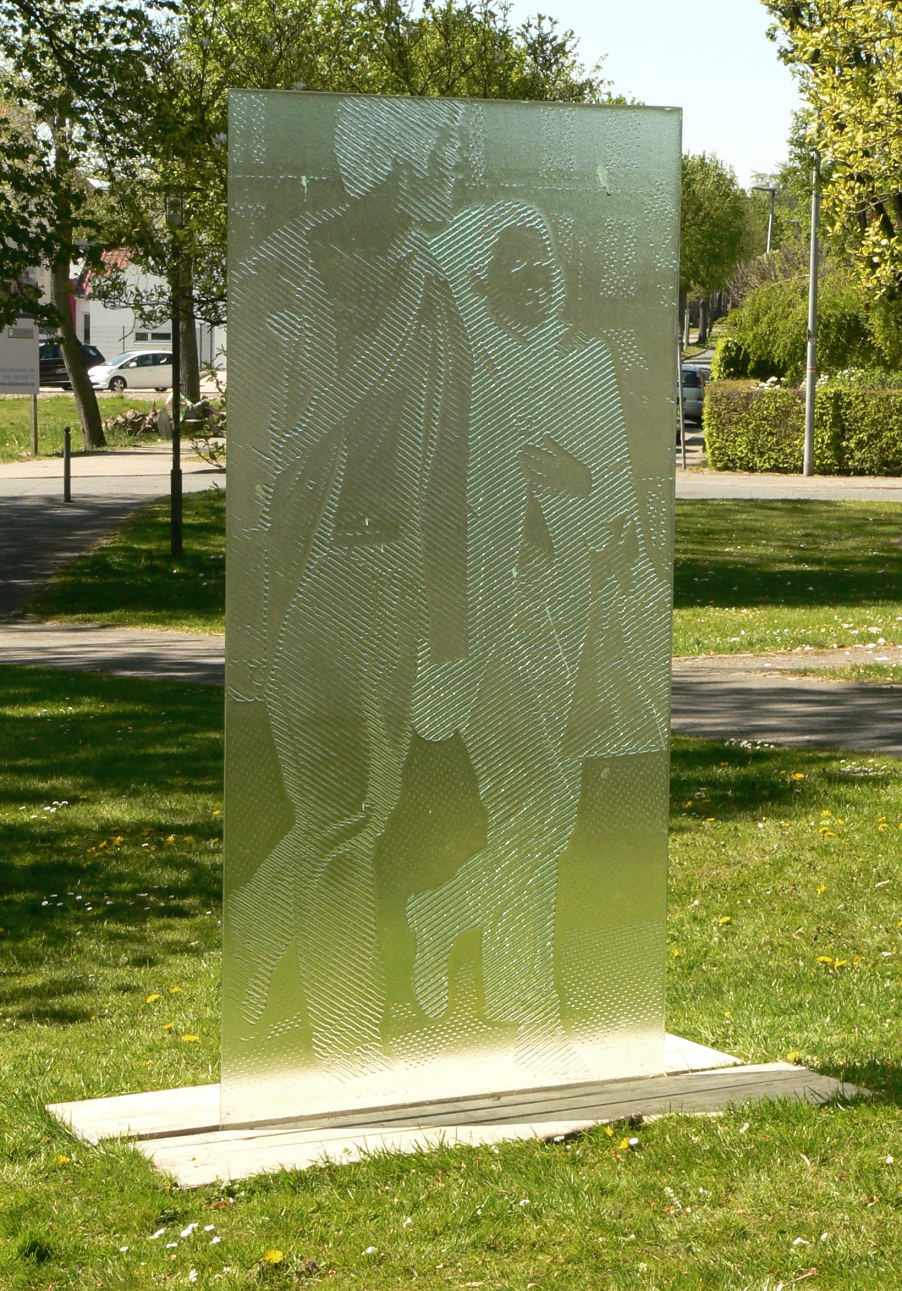
Glazen kunstwerk in het kuurpark

### Kerkgebouwen

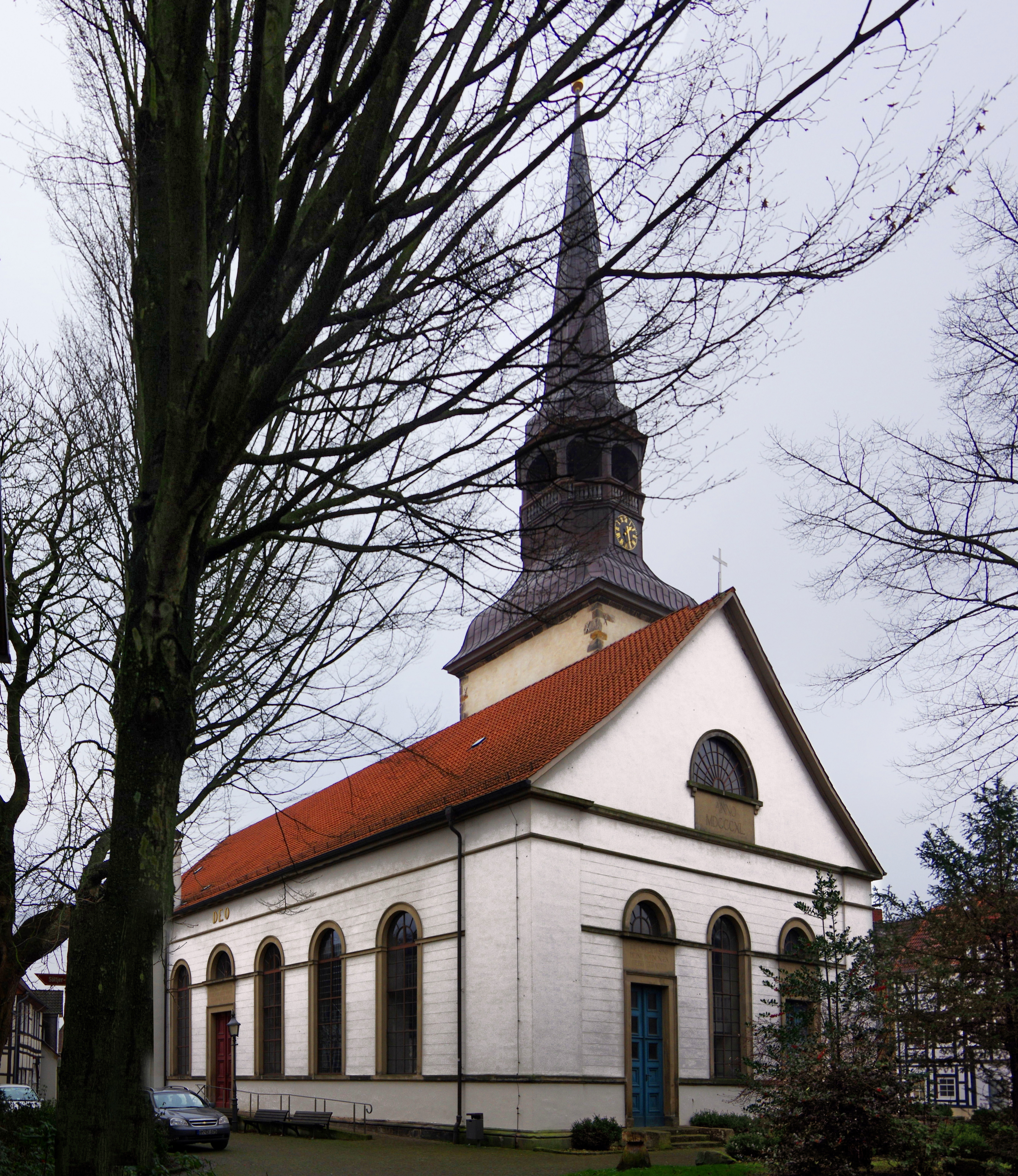
Evang.-lutherse St. Pieters- en Paulskerk (toren: 1528; kerk: 1840), Bad Münder
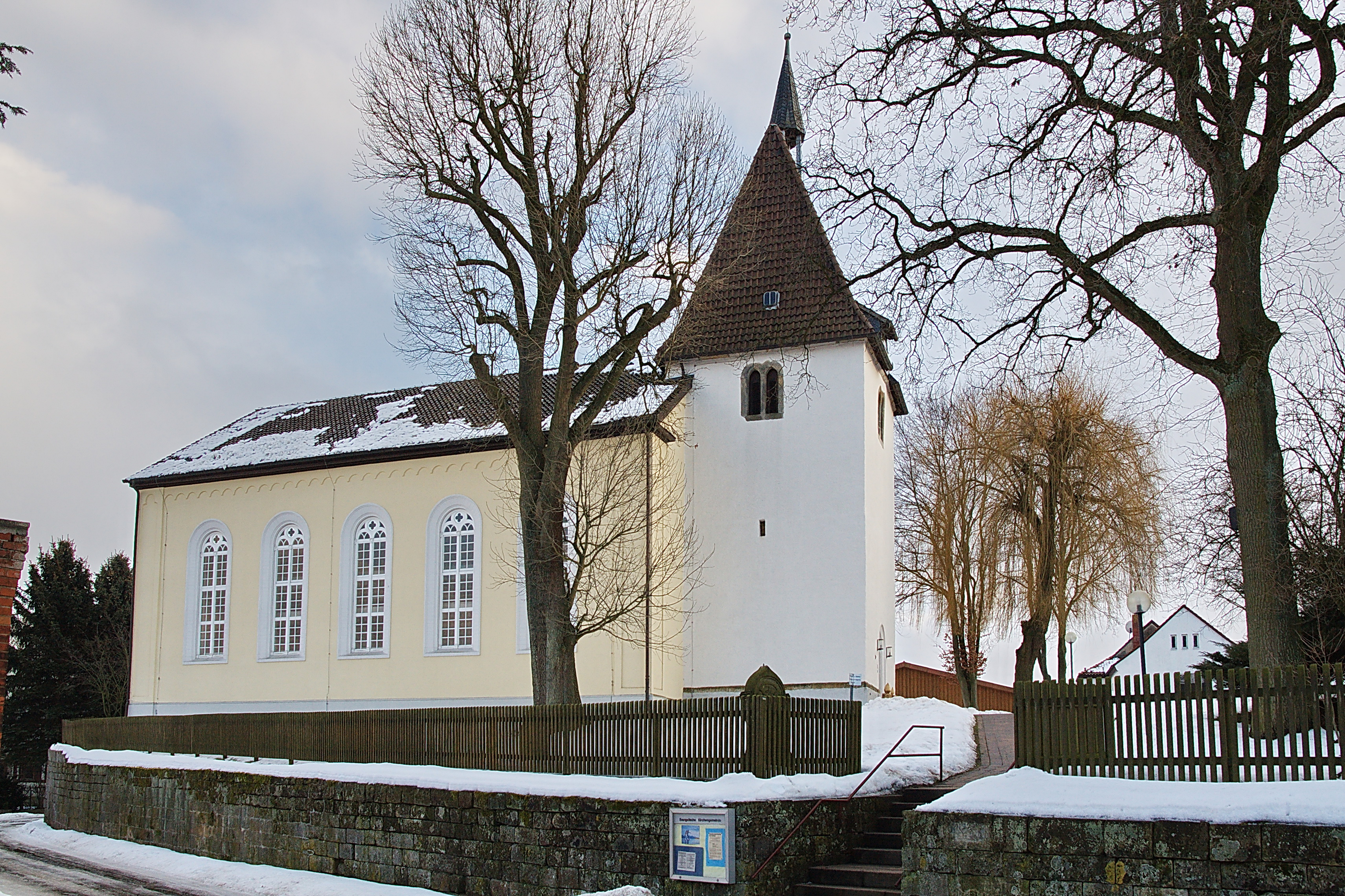
19e-eeuwse St.-Maartenskerk, Hachmühlen
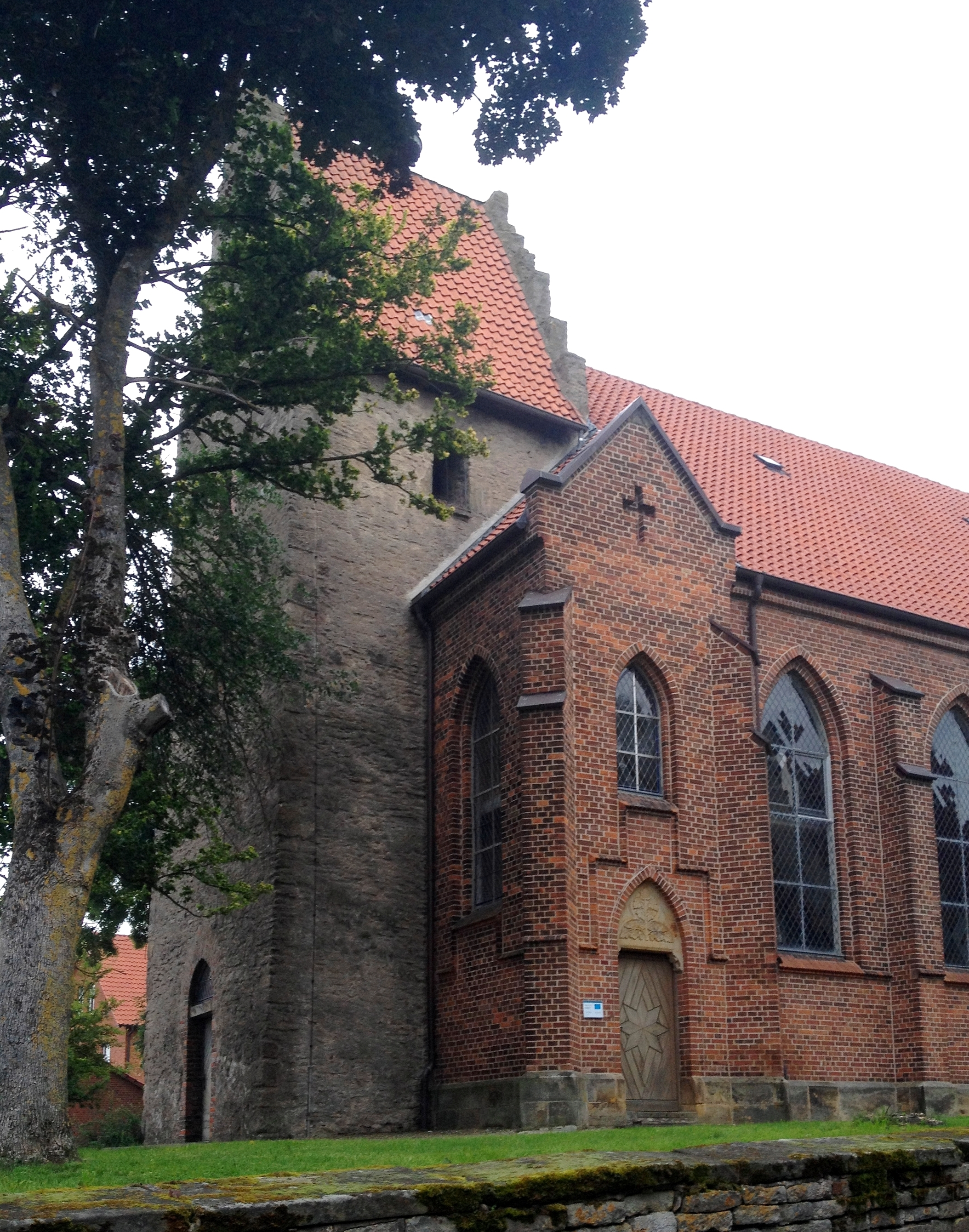
St. Dionysiuskerk, Nettelrede (1864; met middeleeuwse toren)
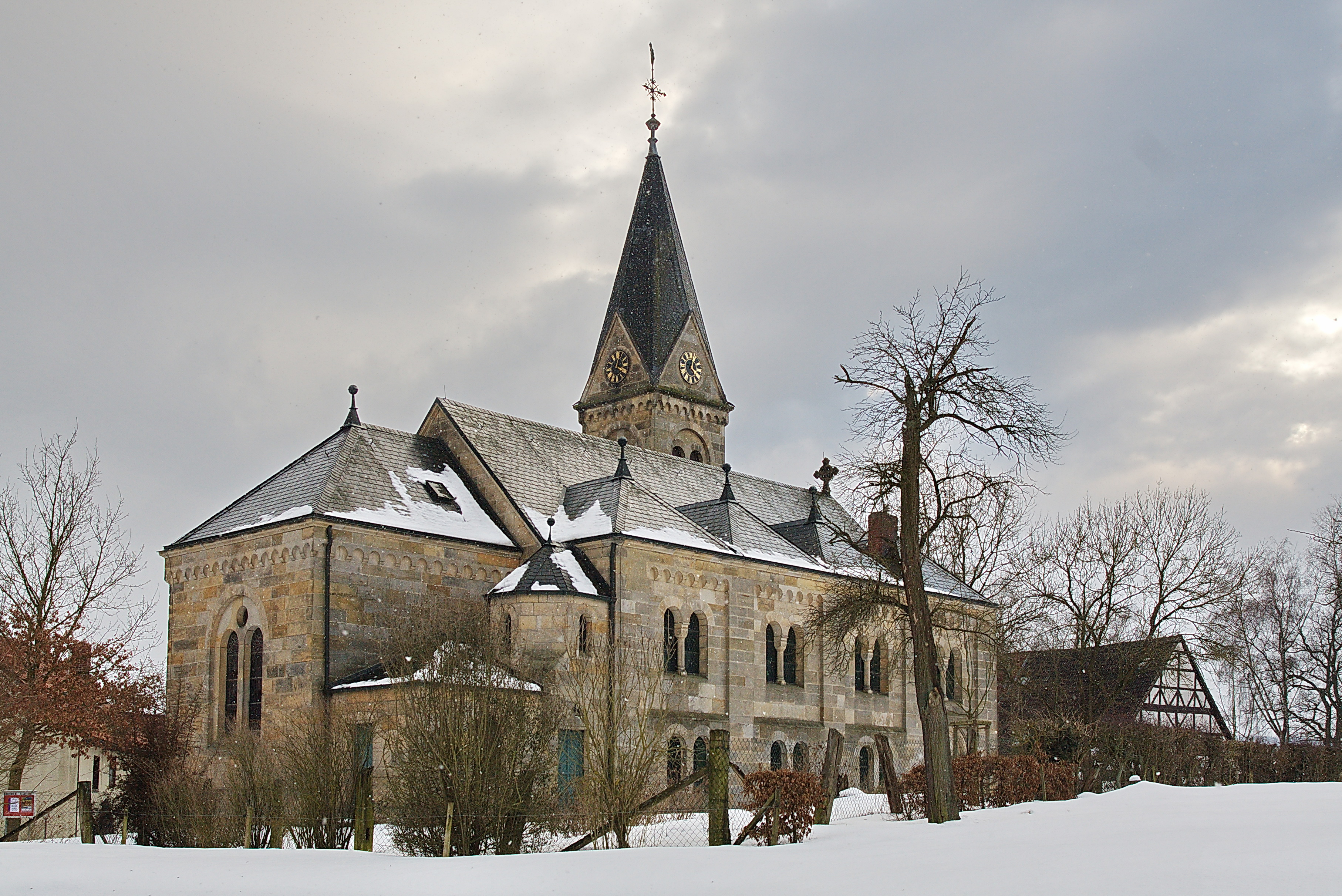
Evang.-lutherse Sint-Pieterskerk, Flegessen
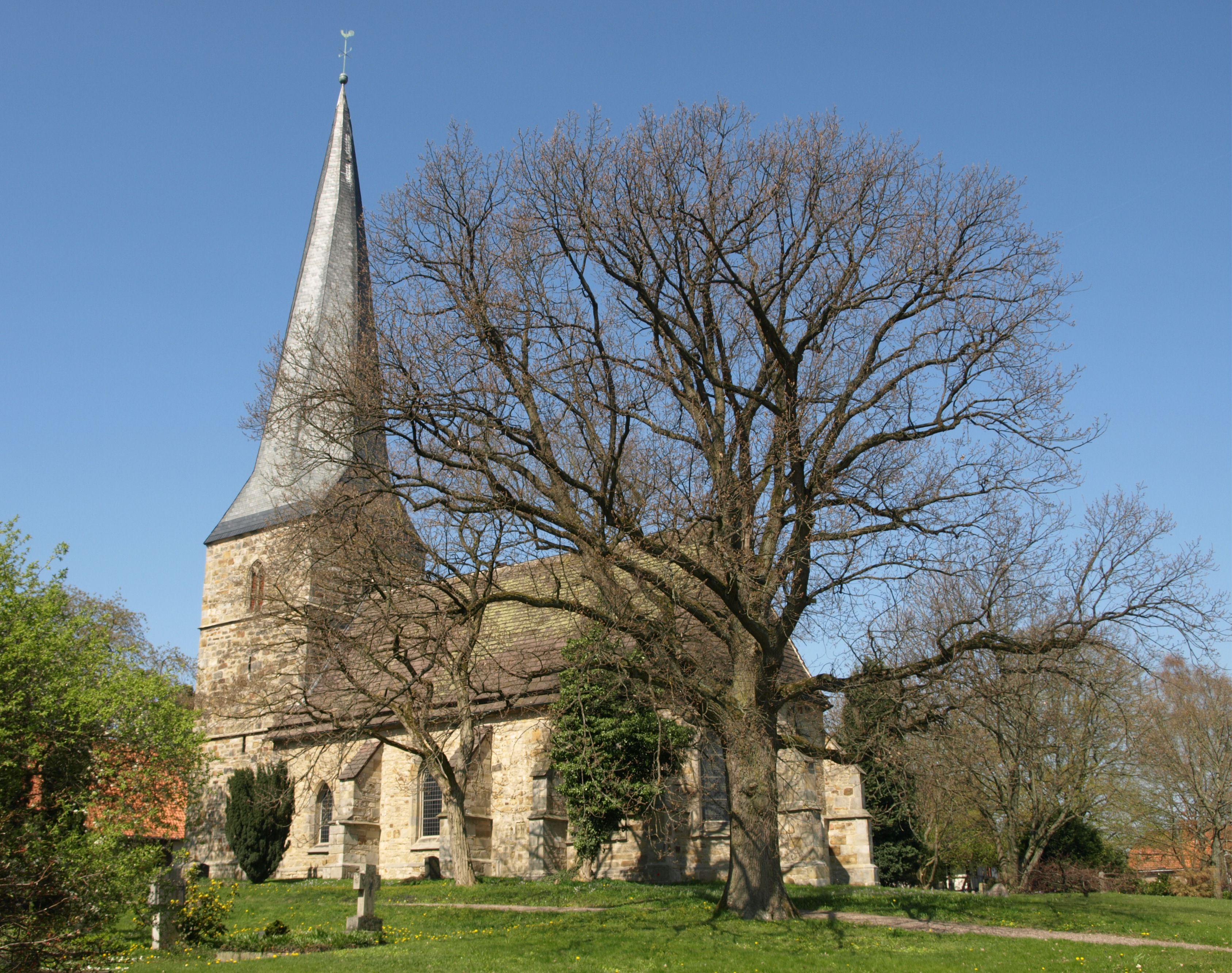
St. Magnuskerk, Beber
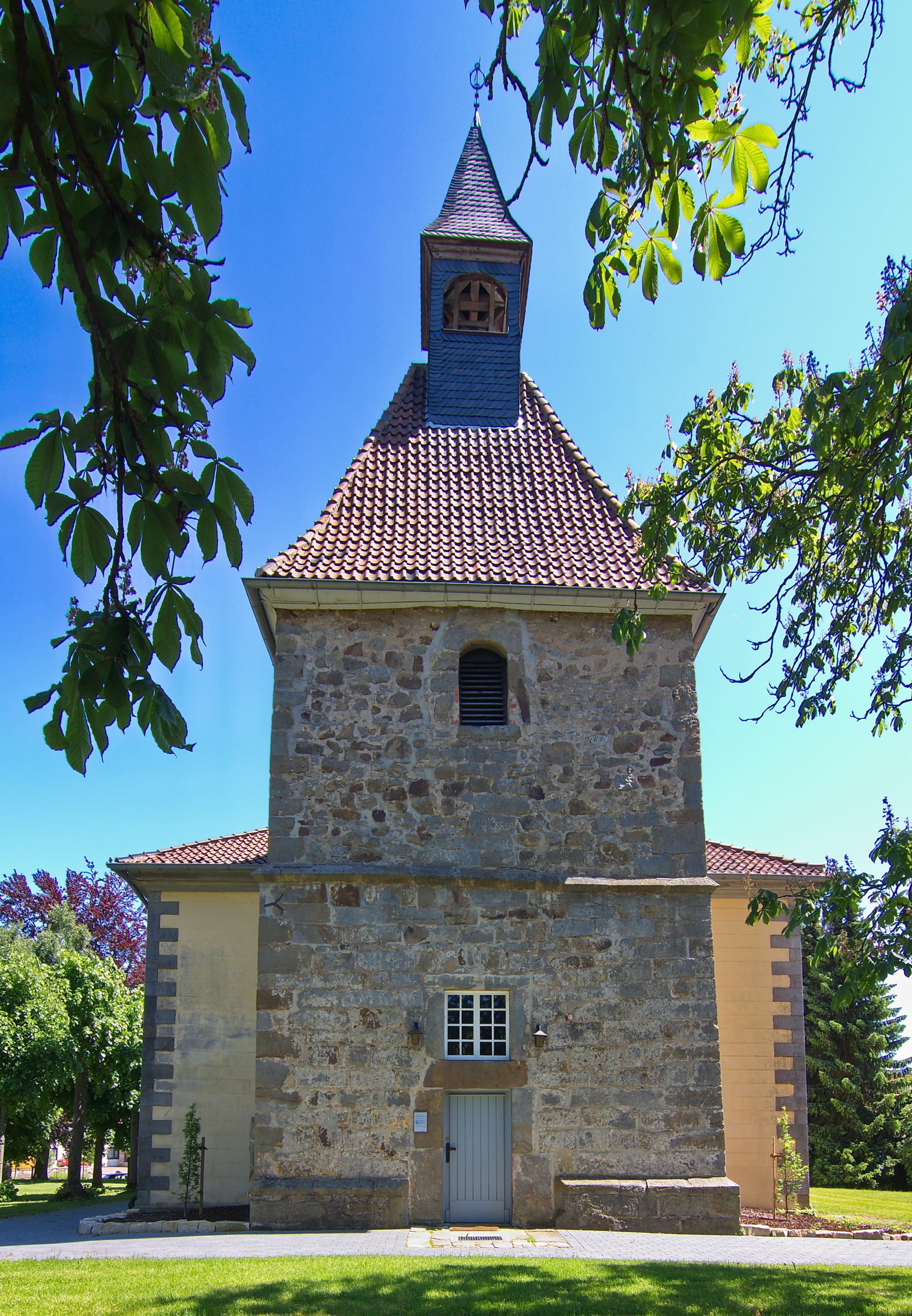
Nicolaikerk, Bakede (1829)
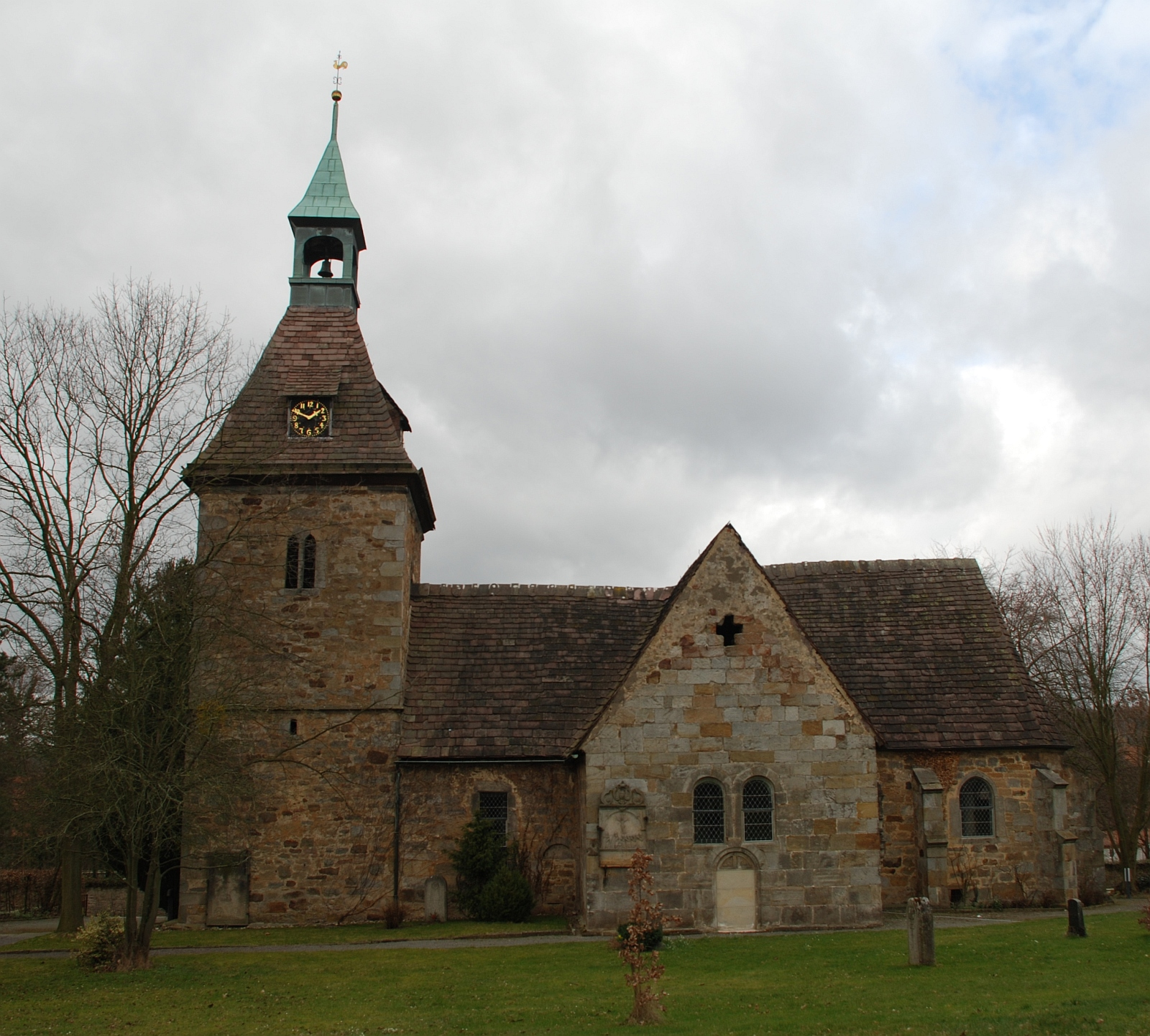
Evang.-lutherse St. Maartenskerk te Eimbeckhausen

### Overige

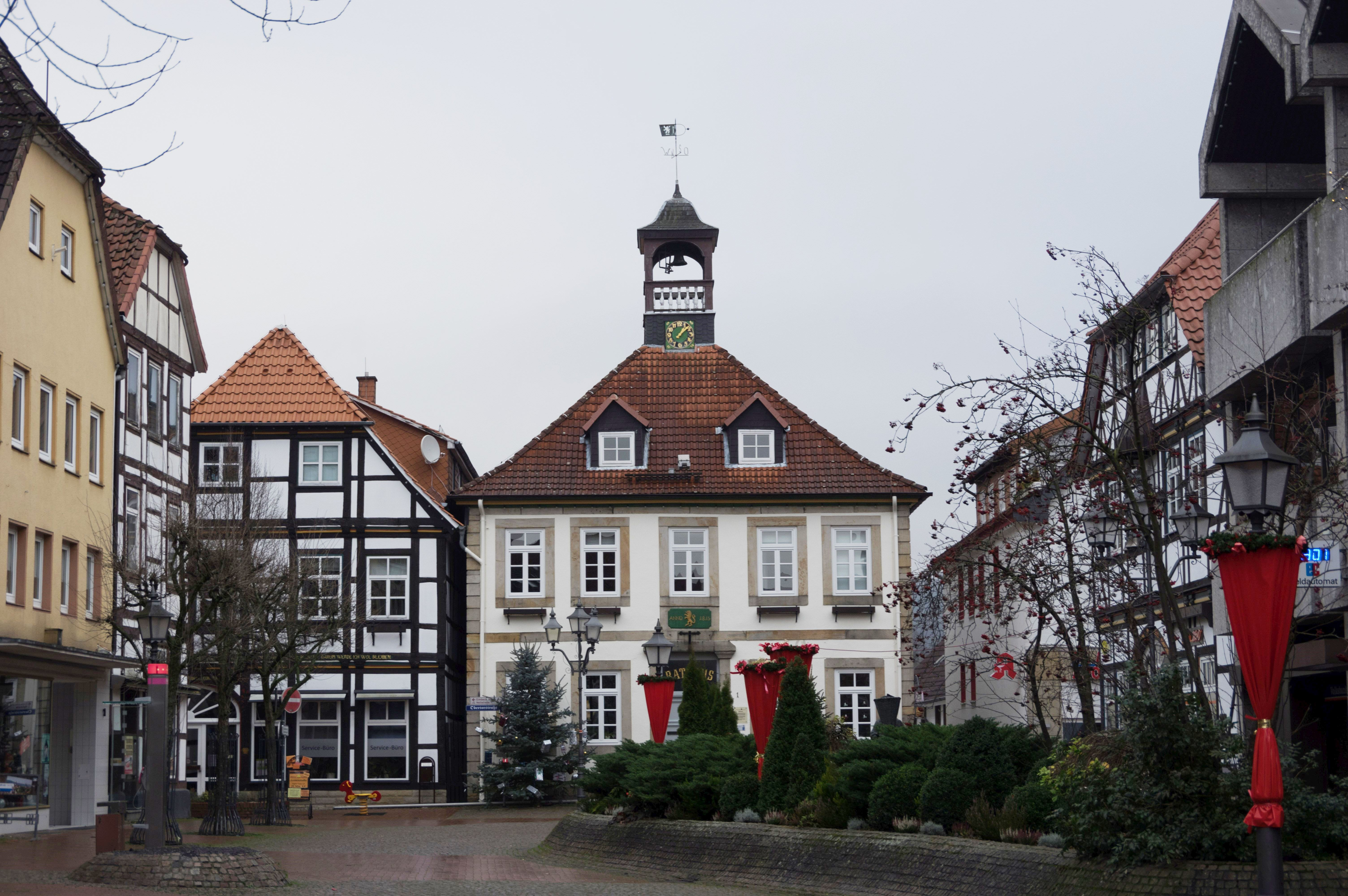
Gemeentehuis
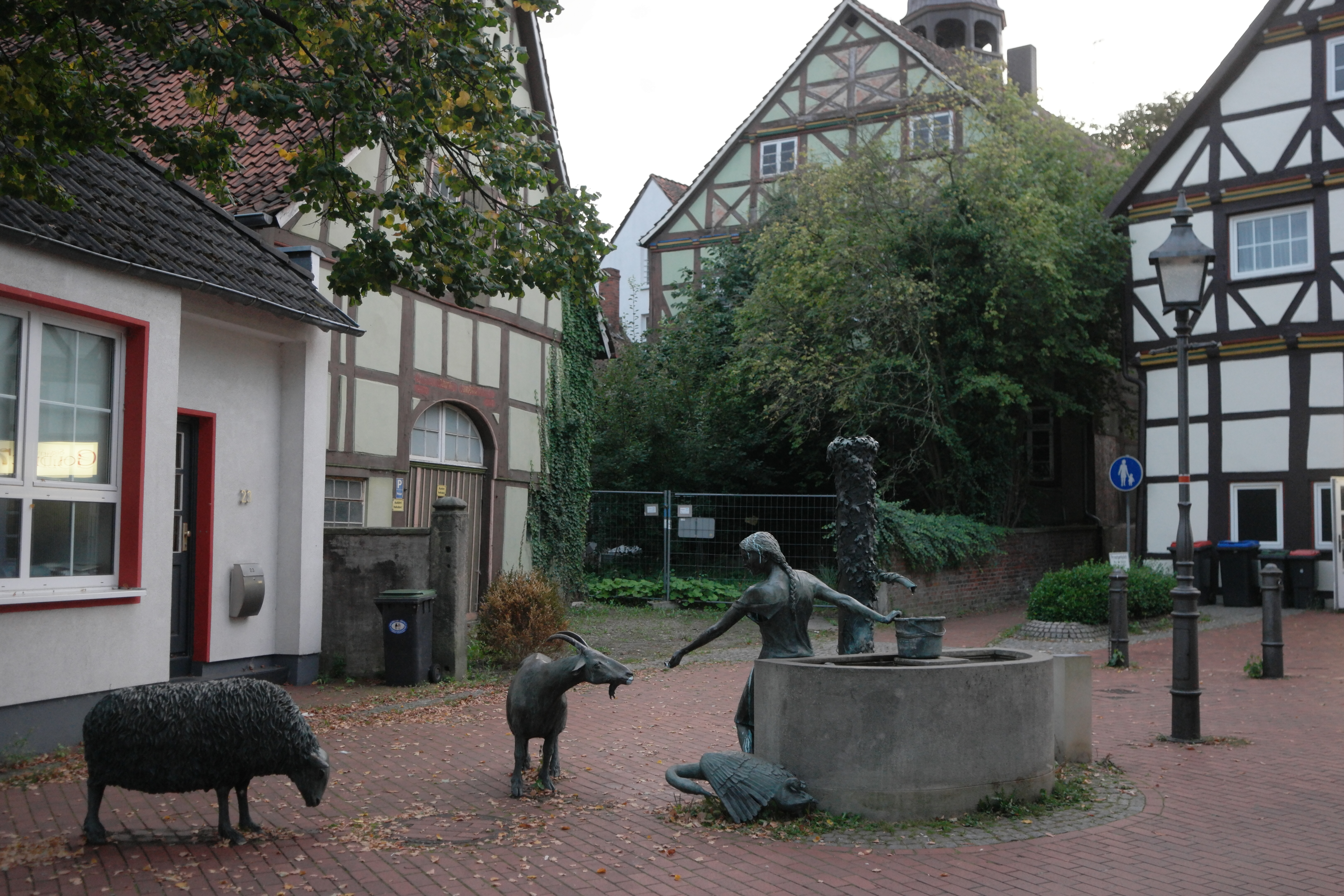
De Hoppenmarkt met beeldengroep
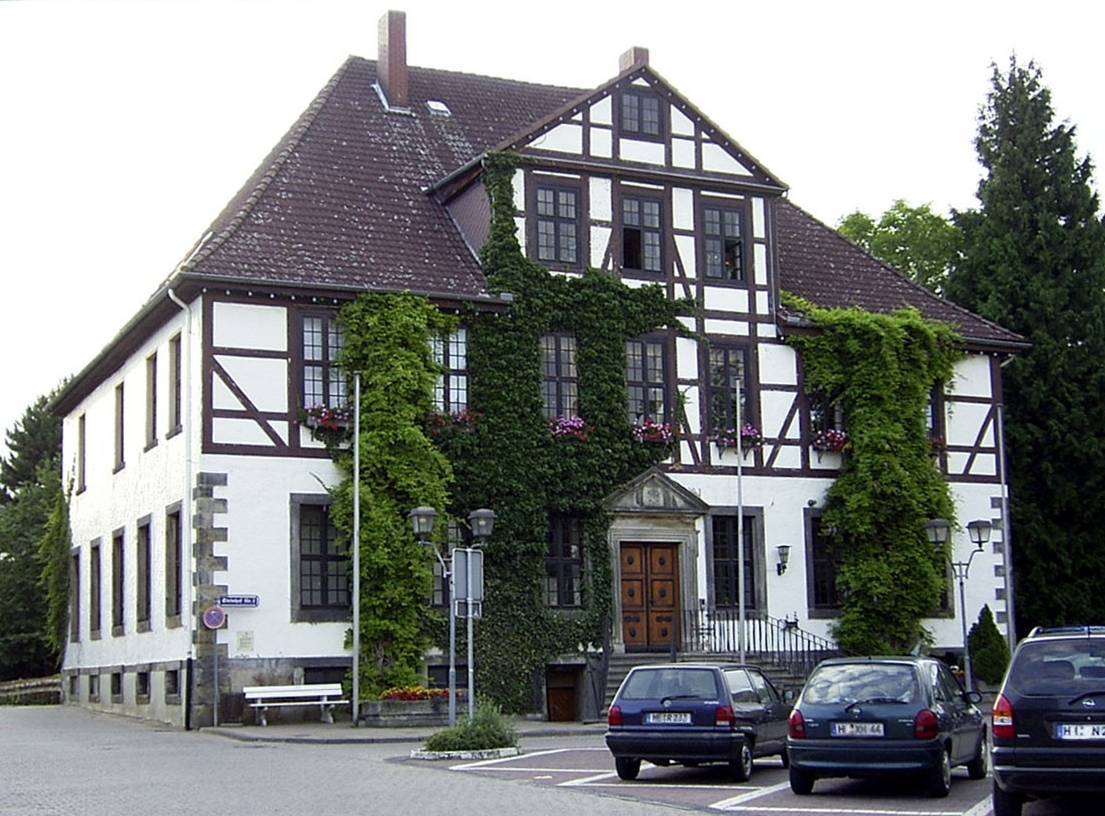
Villa Steinhof (bouwjaar 1721; stadskantoor)
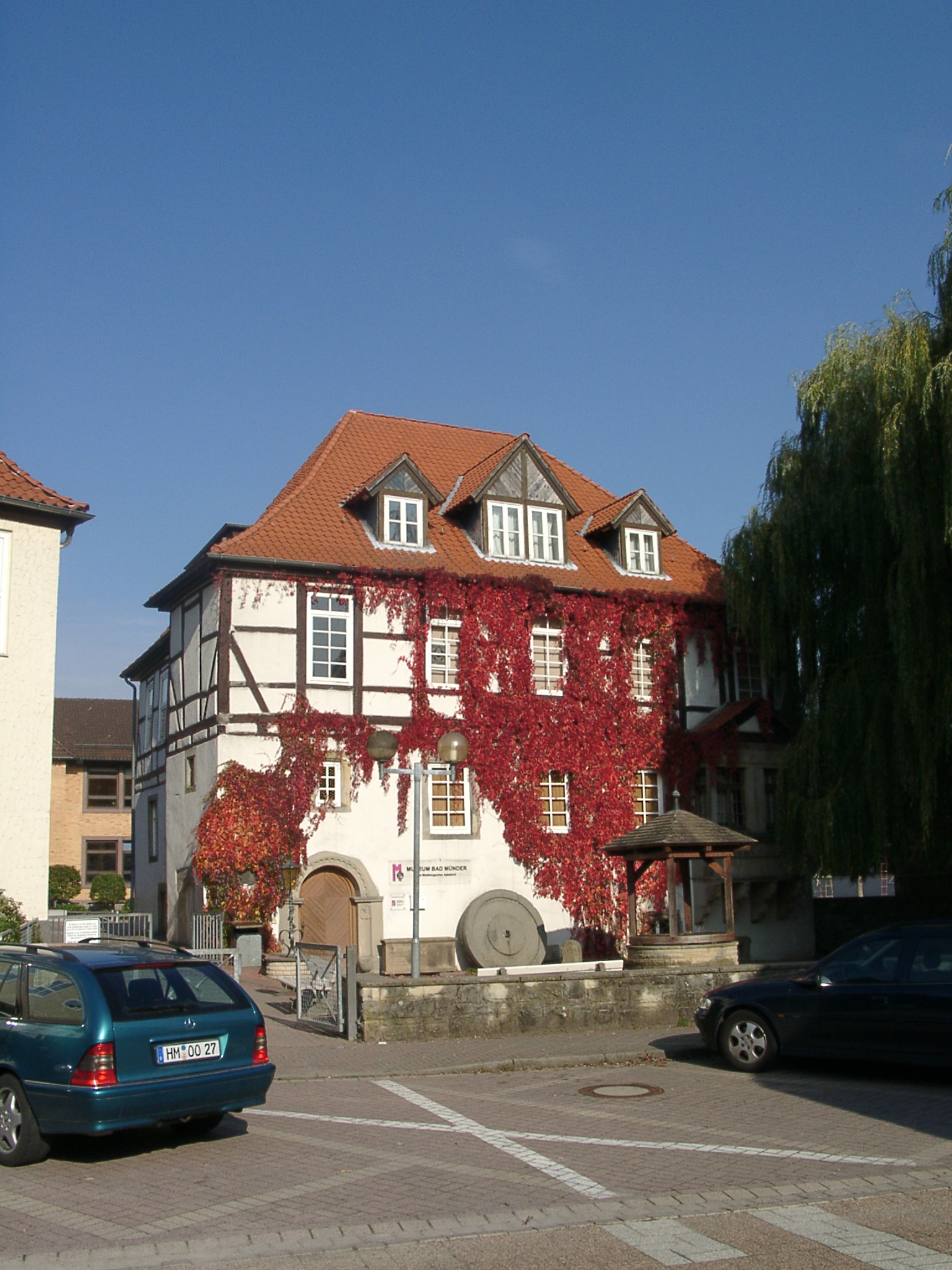
Wettbergscher Adelshof, waarin het streekmuseum is gevestigd
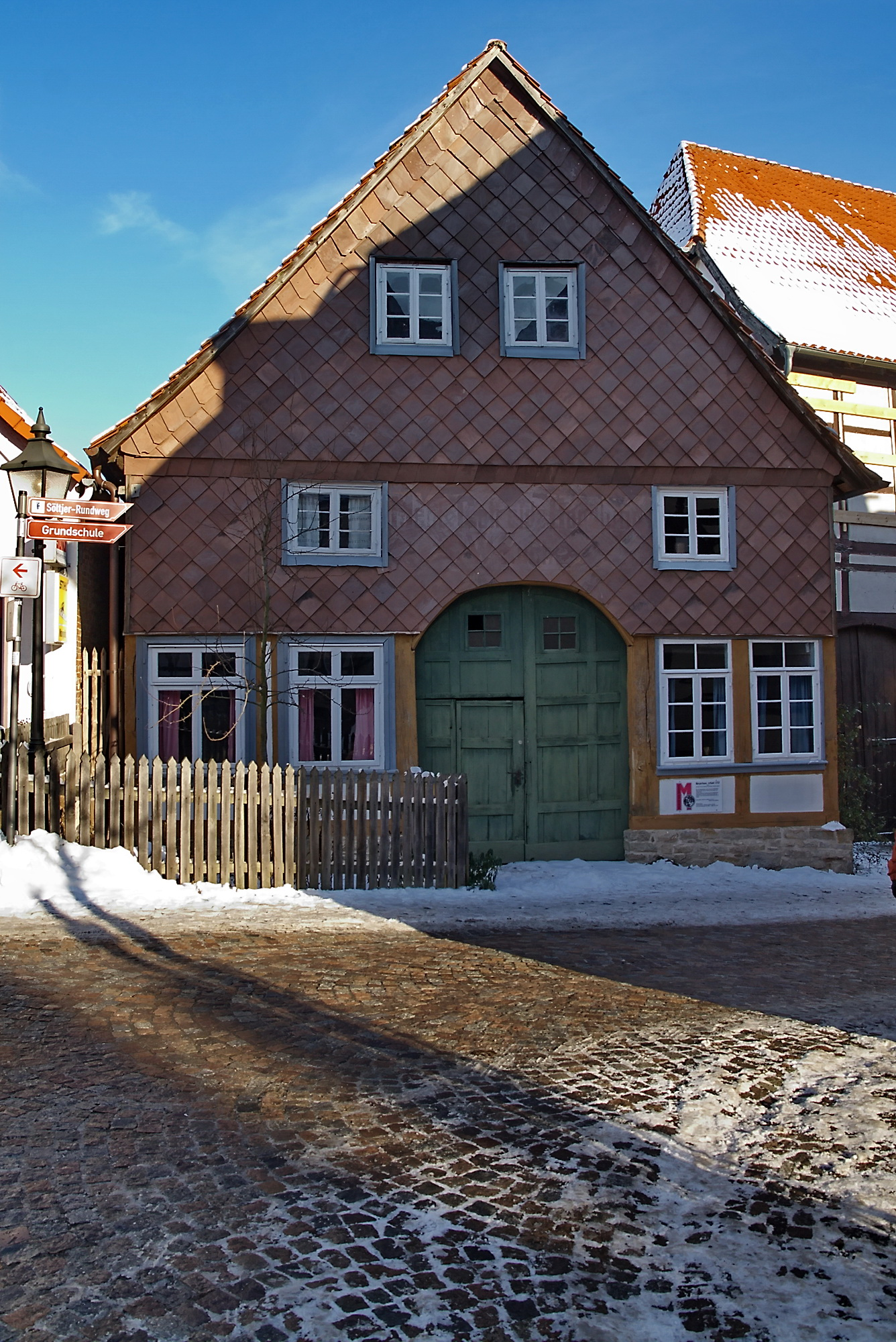
Bürgerhaus (1752), ingericht als museum met 19e-eeuwse stijlkamers
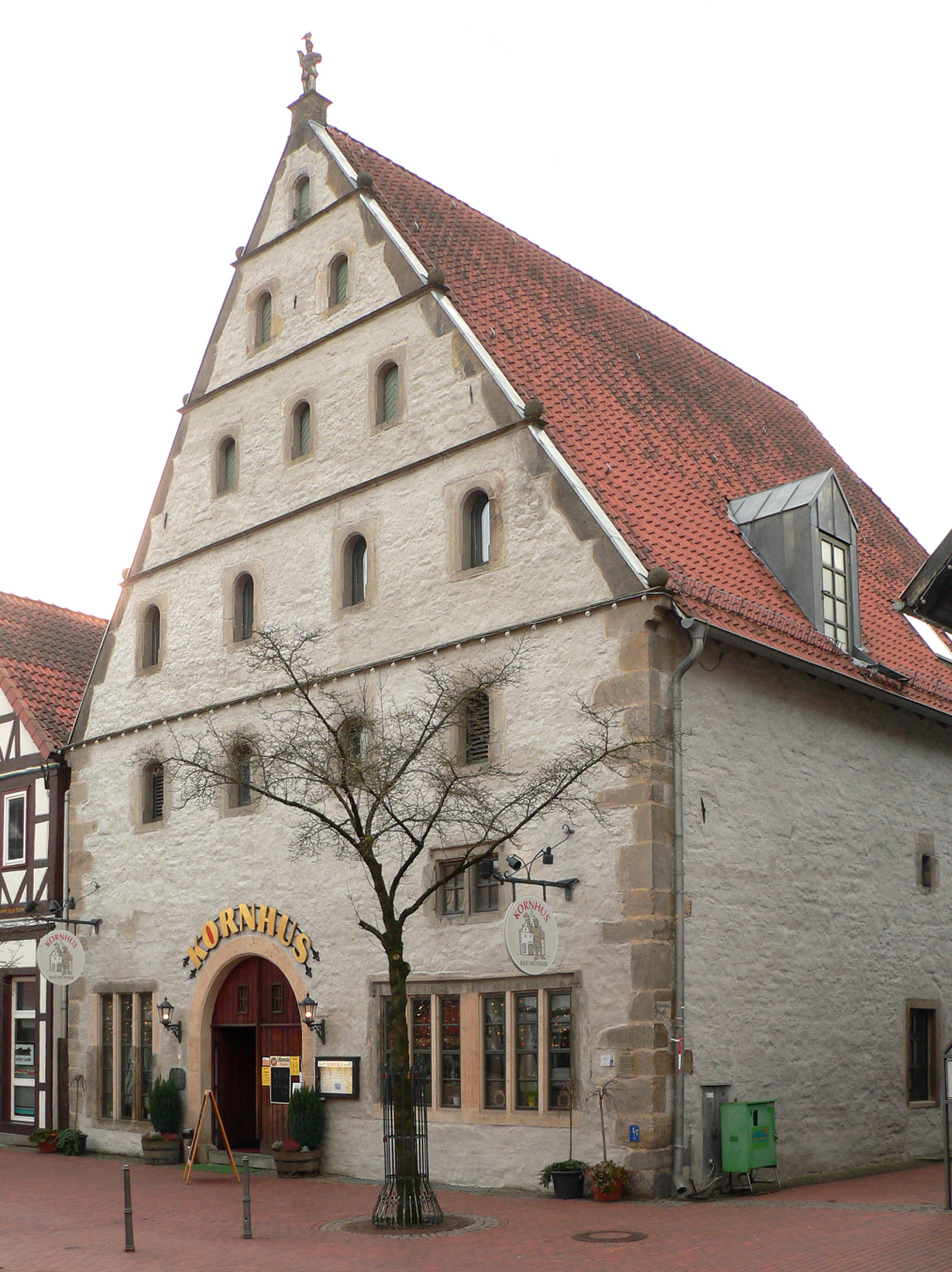
Het Kornhaus
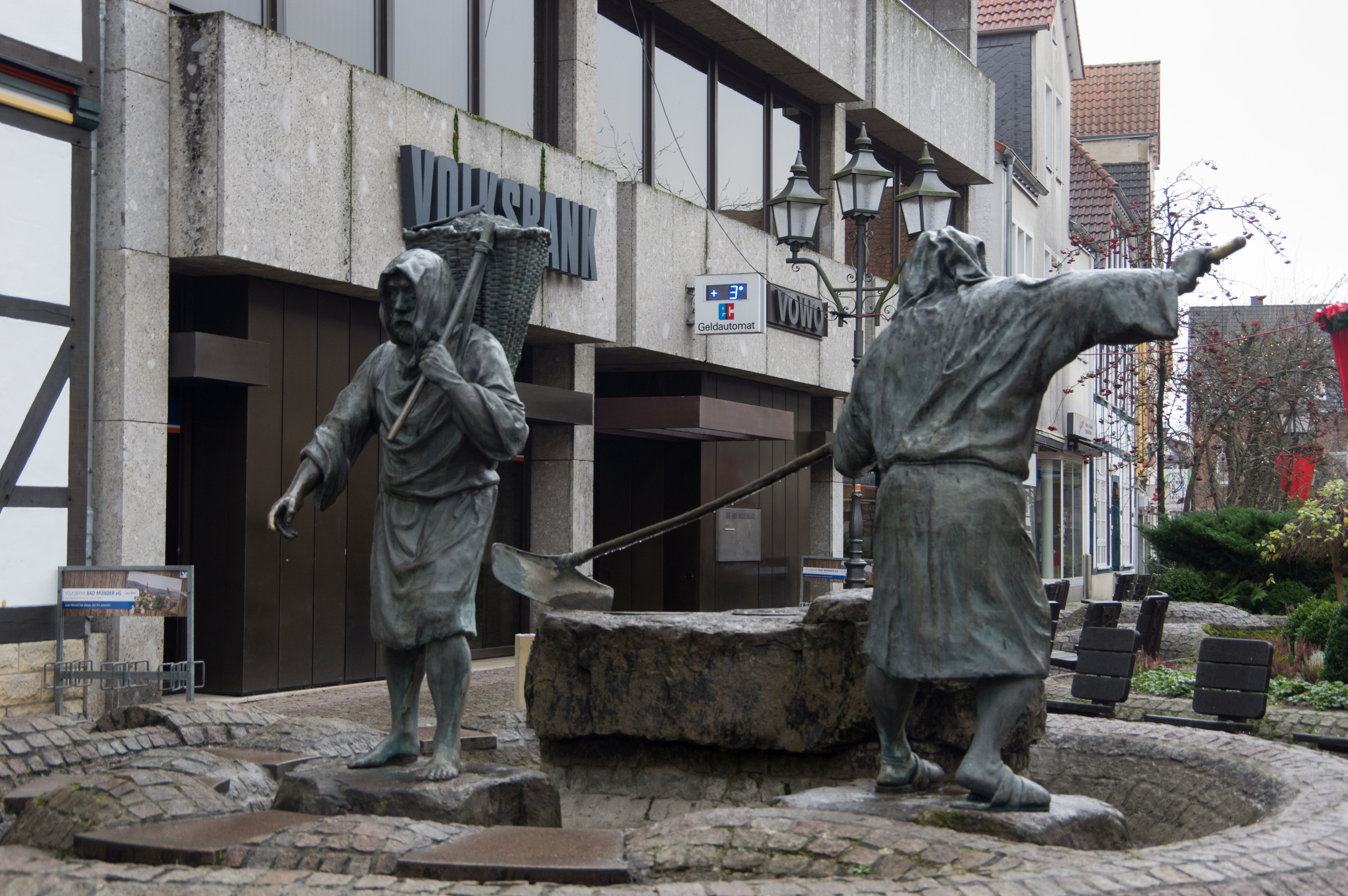
Fontein Sölterbrunnen met beeldengroep in het centrum
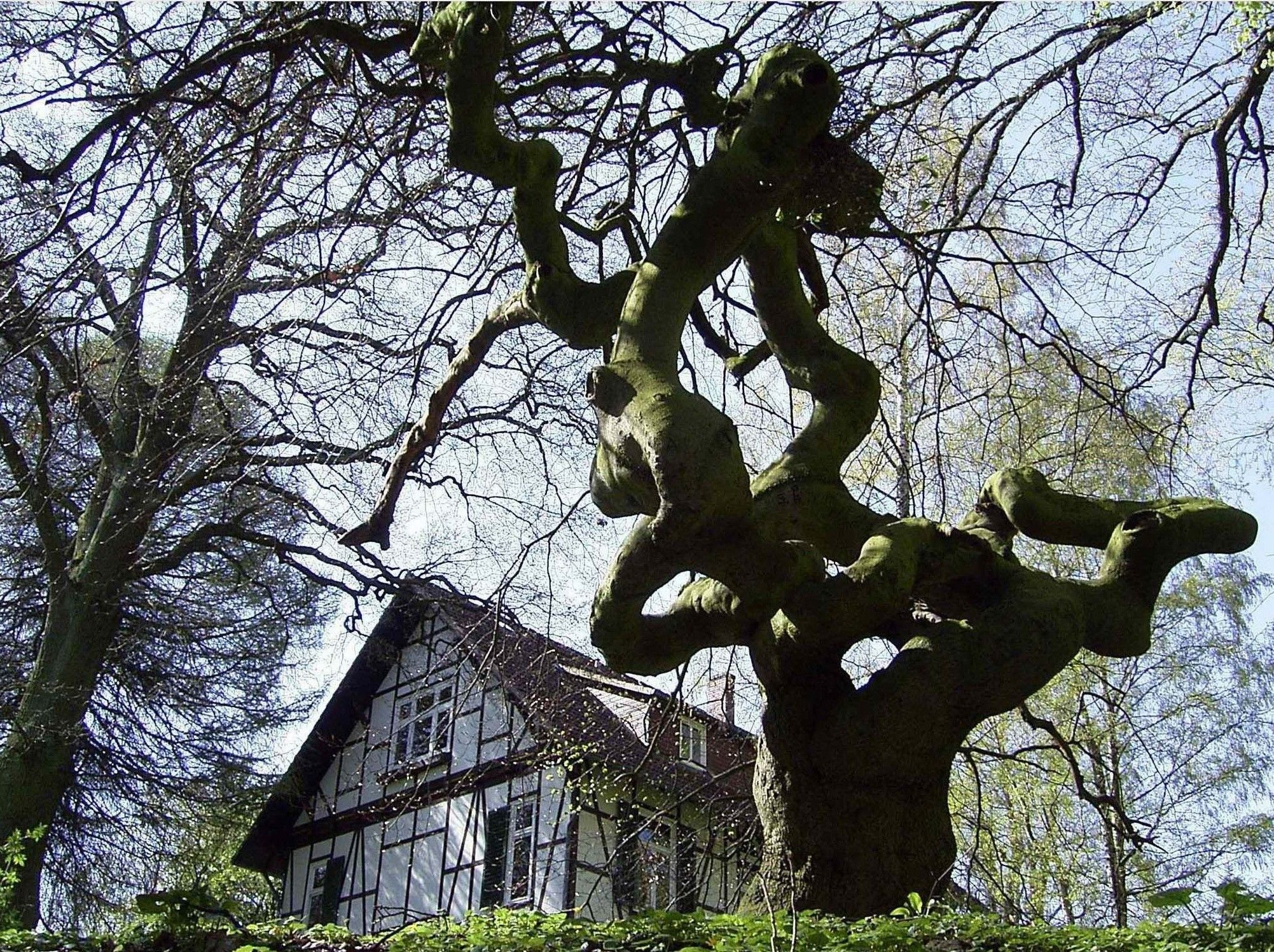
Huize Süntelbuche
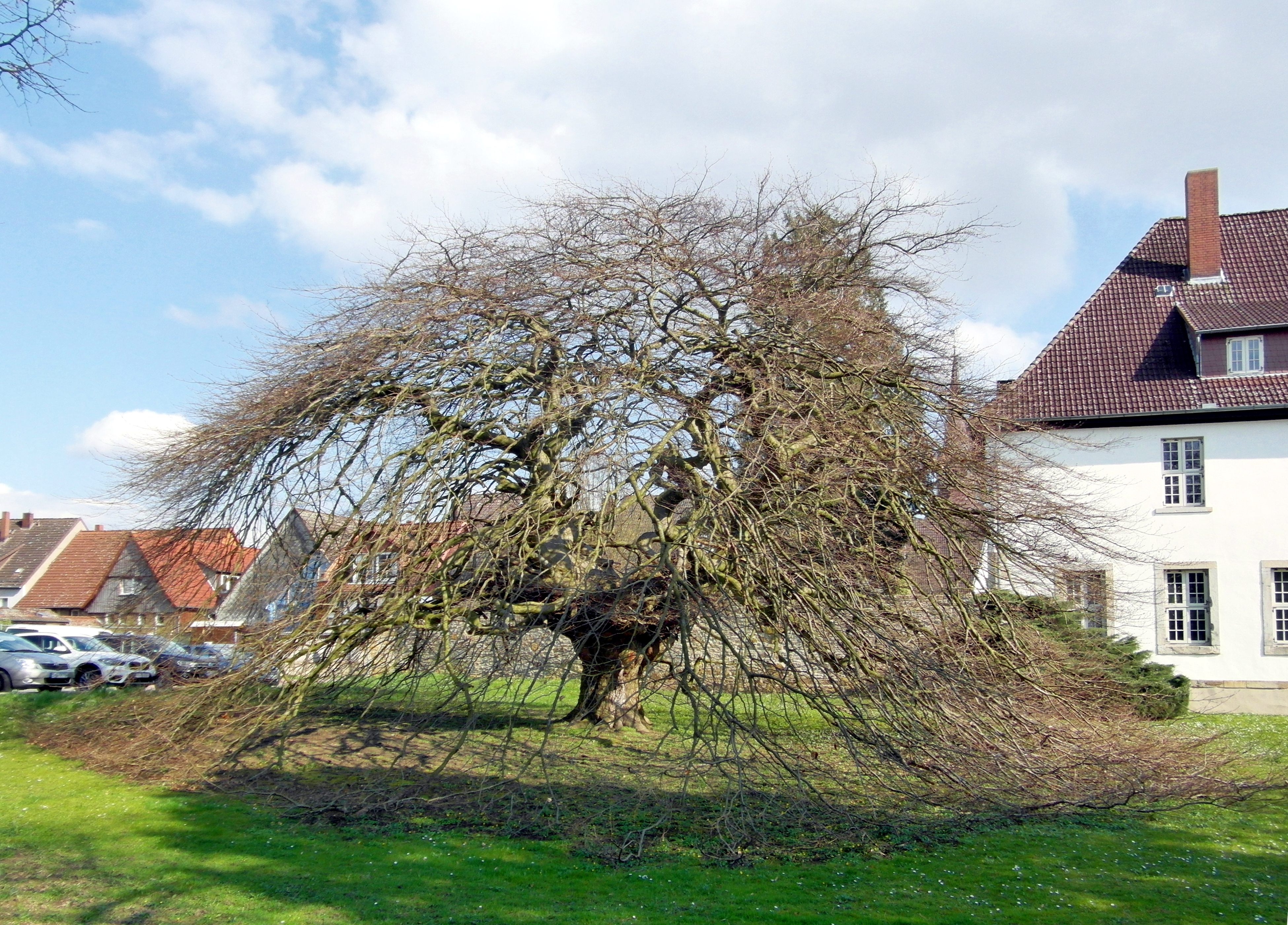
Monumentale beukenboom (Süntelbuche) in Bad Münder
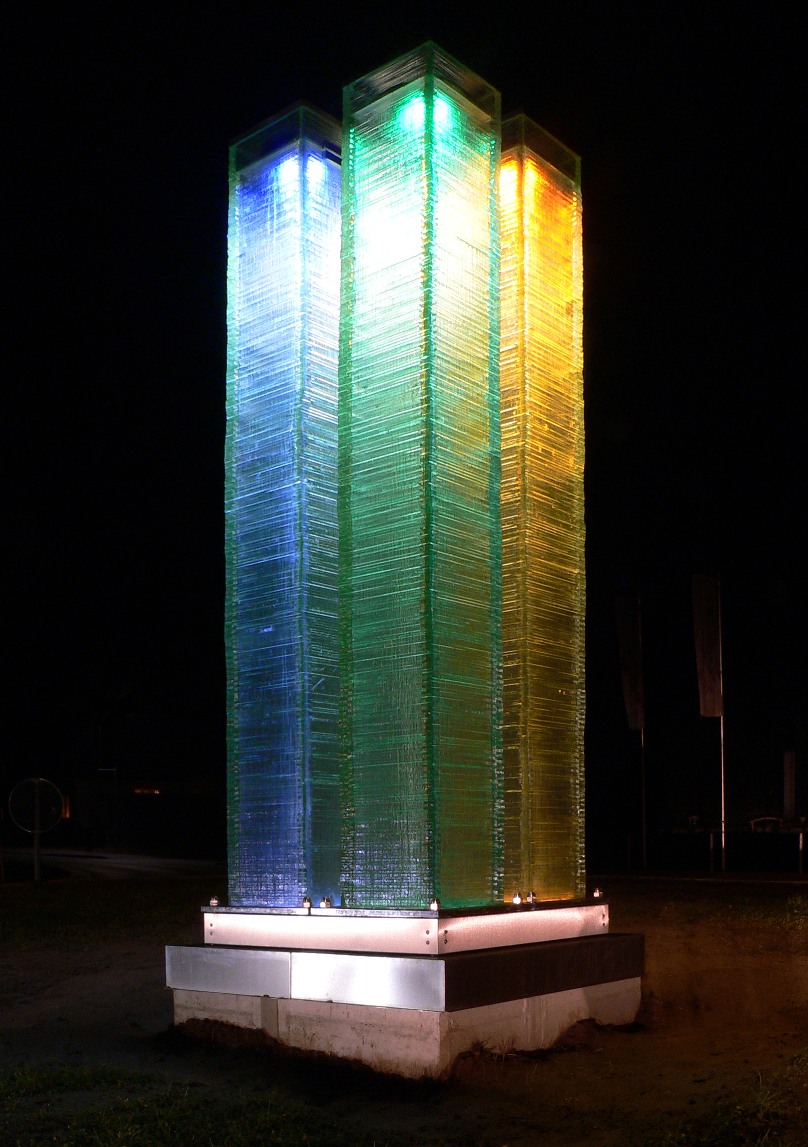
Glazen kunstwerk op een rotonde in de gemeente
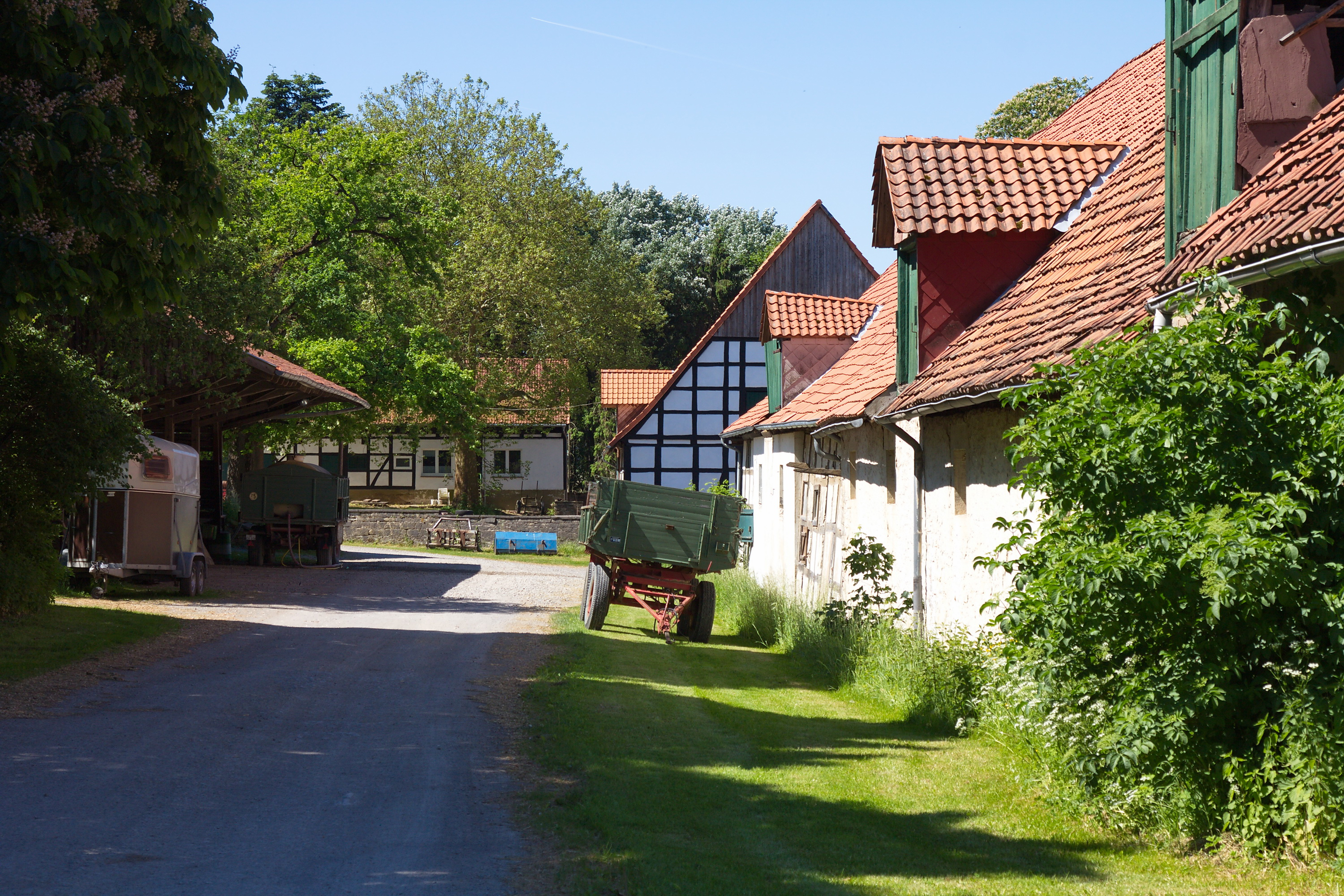
Lüttringhausen, boerderij in het dorp
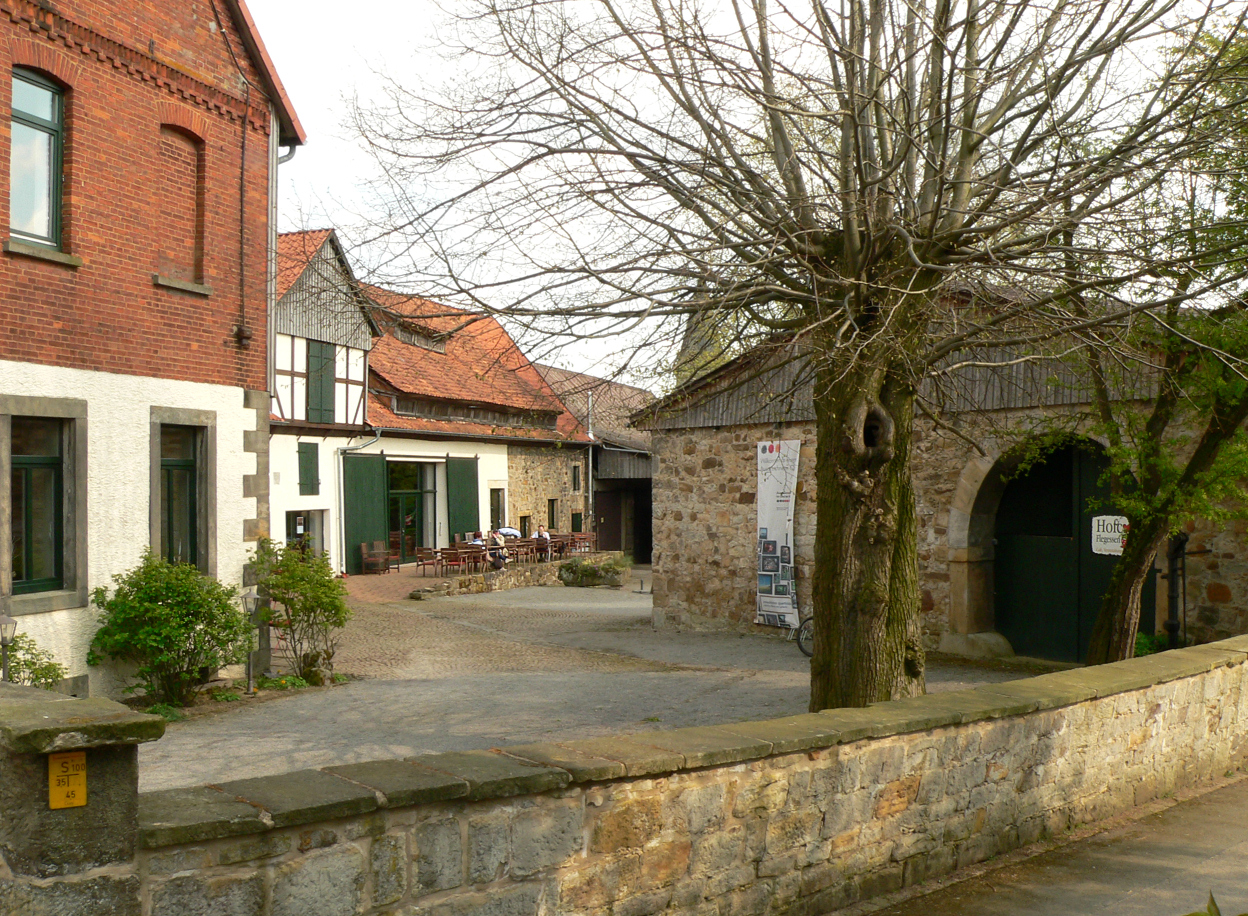
Landgoedcafé[6], Flegessen
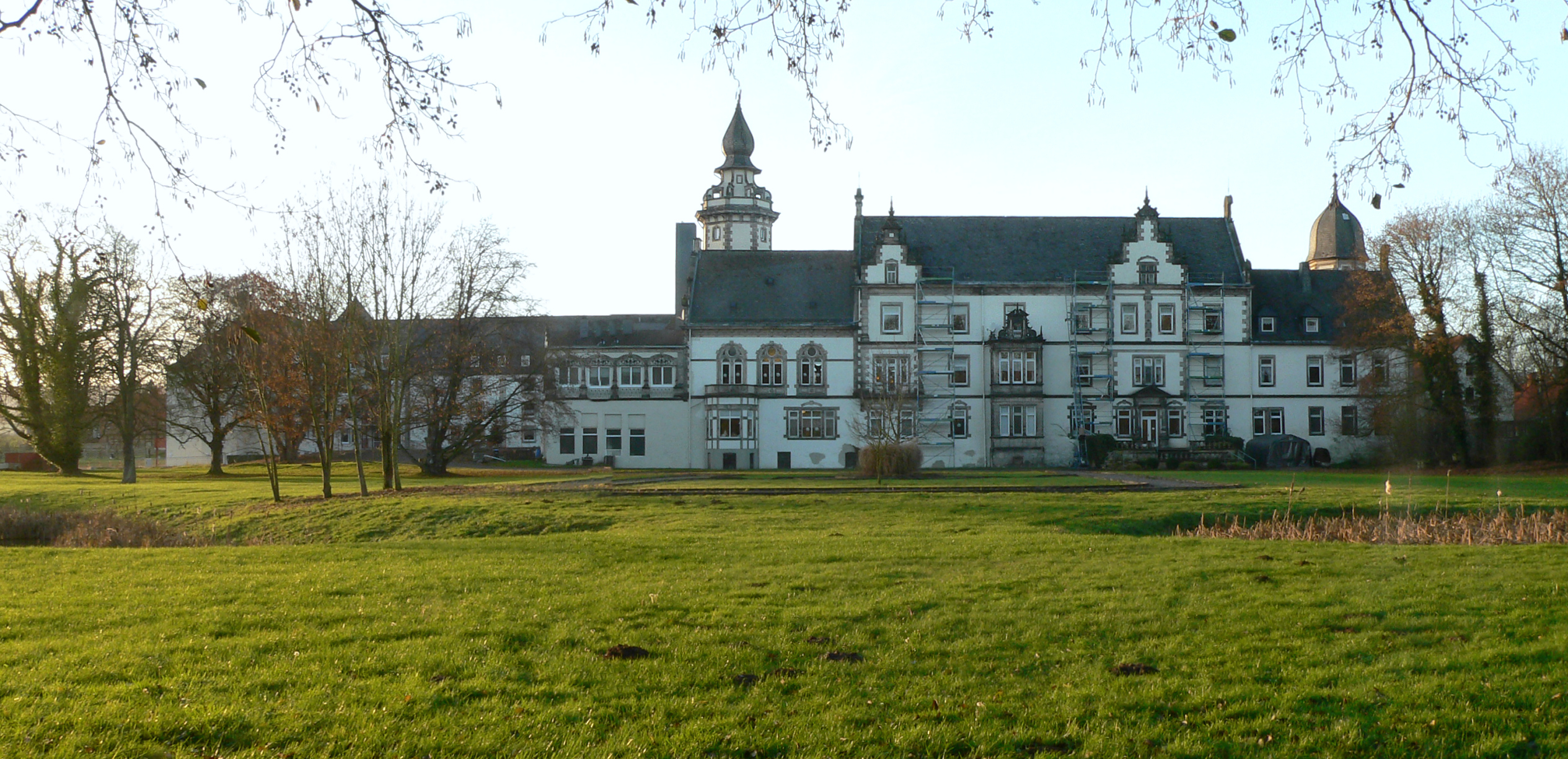
Kasteel Hasperde
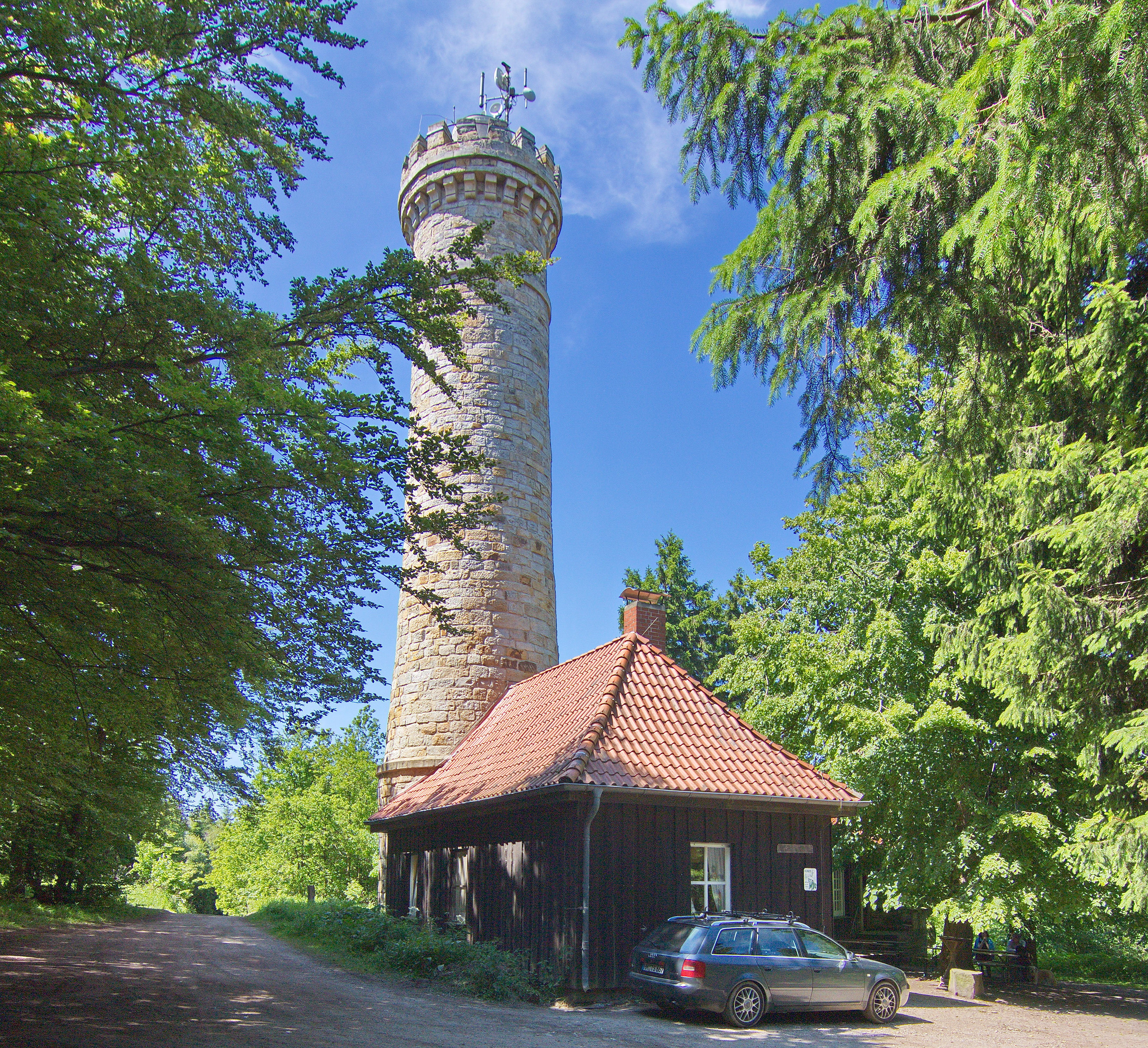
Süntelturm, Hohe Egge, nabij Bakede
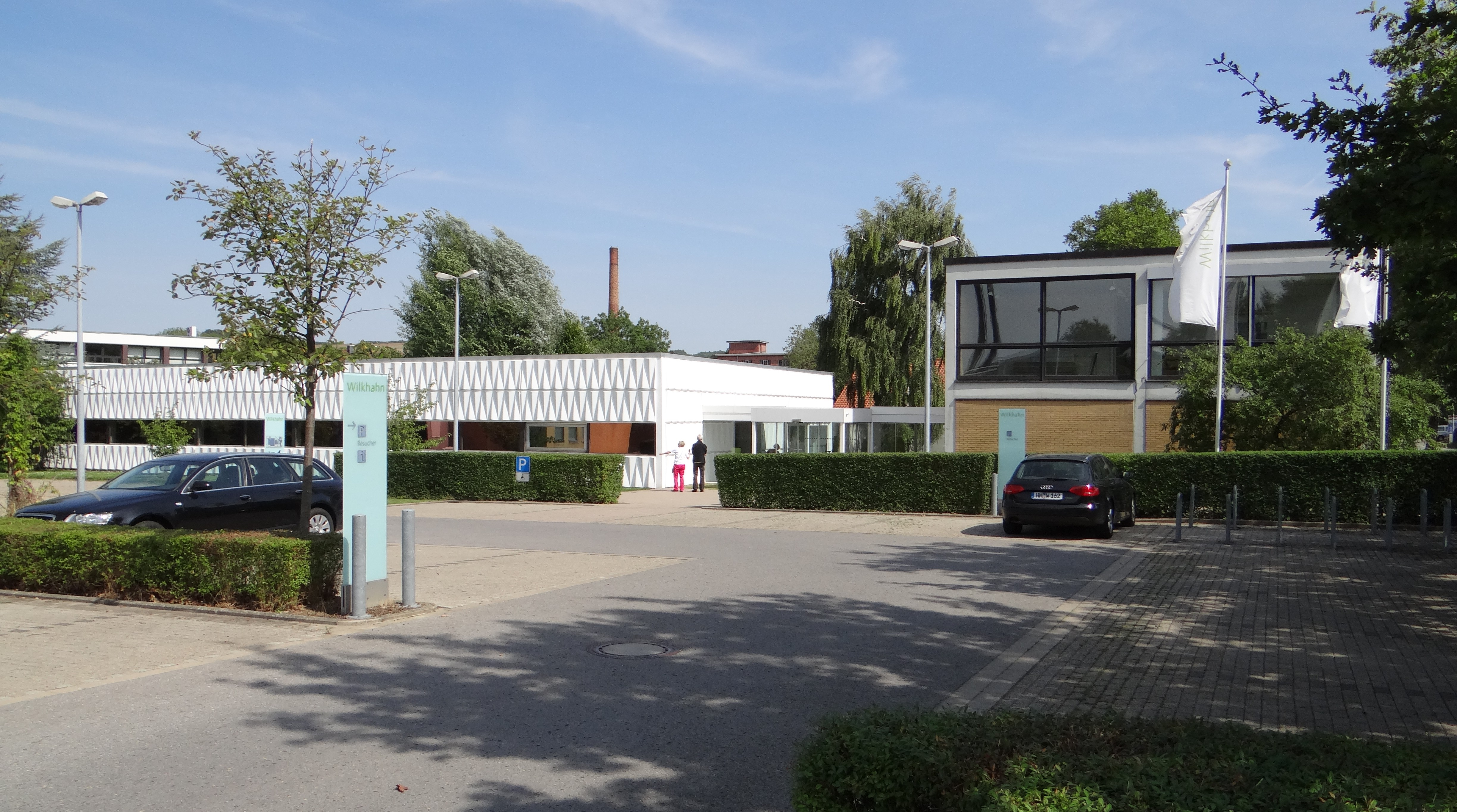
Kantoor van Wilkhahn (bureaustoelen) te Eimbeckhausen

## Belangrijke personen in relatie tot de gemeente
- August Friedrich Pott (* 14 november 1802 in Nettelrede; † 5 juli 1887 in Halle (Saale)), internationaal erkend geleerde op het gebied van de etymologie, de vergelijkende taalwetenschap en de studie van het Sanskriet
- Hildegard Falck, geboren als Hildegard Janze, (Nettelrede, 8 juni 1949), voormalige middellangeafstandsloopster, het succesvolste op de 800 m.